# Zamek Królewski w Warszawie
Zamek Królewski w Warszawie – barokowo-klasycystyczny zamek królewski znajdujący się w Warszawie przy placu Zamkowym 4. Pełni funkcje muzealne i reprezentacyjne.
Pierwotnie rezydencja książąt mazowieckich, którzy w miejscu wcześniejszego grodu zbudowali w XIV wieku murowany zamek, a od XVI wieku siedziba władz I Rzeczypospolitej: króla i Sejmu (Izby Poselskiej i Senatu).
W swojej długiej historii Zamek Królewski był wielokrotnie grabiony i dewastowany przez wojska szwedzkie, brandenburskie, niemieckie i rosyjskie. W XIX wieku, po upadku powstania listopadowego, został przeznaczony na potrzeby administracji rosyjskiej. W okresie I wojny światowej rezydencja niemieckiego generalnego gubernatora. W latach 1920–1922 siedziba Naczelnika Państwa, w latach 1926–1939 rezydencja Prezydenta Rzeczypospolitej Polskiej. Spalony i ograbiony przez Niemców w 1939, doszczętnie zniszczony w 1944.
W 1965 ocalałe fragmenty zamku oraz budynek Biblioteki Królewskiej, pałac Pod Blachą i Arkady Kubickiego wpisano do rejestru zabytków. Rekonstrukcją zamku przeprowadzoną w latach 1971–1984 kierował Obywatelski Komitet Odbudowy Zamku Królewskiego w Warszawie. W 1979 w zamku utworzono muzeum, powołując państwową instytucję kultury Zamek Królewski w Warszawie – Pomnik Historii i Kultury Narodowej, od 2014 działającej pod nazwą Zamek Królewski w Warszawie – Muzeum. Rezydencja Królów i Rzeczypospolitej. W 1980 Zamek Królewski wraz ze Starym Miastem został wpisany na listę światowego dziedzictwa UNESCO, w 1994 wraz z historycznym zespołem miasta z Traktem Królewskim i Wilanowem Królewskim został uznany za pomnik historii.

## Historia

### Budowa
Wzniesienie drewniano-ziemnego grodu na skarpie wiślanej u ujścia rzeczki Kamionki (obecnie linia trasy W-Z) związane było z założeniem (lokacją) miasta Warszawy. Obie inicjatywy przypisuje się księciu Bolesławowi II mazowieckiemu, panującemu w latach 1294–1313. Gród (jeden z kilku na linii środkowej Wisły) pełnił funkcje obronne wobec miasta i przewozu przez rzekę zwanego Kamion.

### XIV wiek
W pierwszej połowie XIV wieku pierwotny gród-strażnica przekształcił się w ośrodek władzy książąt mazowieckich. Za panowania ks. Trojdena I (1314—1341) został siedzibą kasztelana warszawskiego i jedną z rezydencji władcy. Do rangi naczelnego grodu dzielnicy awansował za panowania księcia Kazimierza I (1349–1355). Stopniowo wprowadzano zabudowę ceglaną, przekształcając gród w zamek. W linii wałów wzniesiono: na południu – obronno-mieszkalną Wieżę Wielką (łac. Turris Magna), na północy wieżę bramną ze zwodzonym mostem zwaną Żuraw; powstał też pierwszy (południowo-wschodni) odcinek muru obwodowego.
Zapewne po osunięciu się skarpy wskutek powodzi, książę Janusz I Starszy (1374–1429) włączył w latach 80. pozostały obszar grodu w obręb wznoszonych murów miejskich i wybudował w pobliżu Bramy Dworzan (Bernardyńskiej, Krakowskiej – południowego wjazdu do miasta) pierwszą murowaną rezydencję tzw. Kamienicę (łac. Lapidea).

### XV wiek
Po zabezpieczeniu tzw. Tamą skarpy zamkowej i wzniesieniu całego obwodu murów miejskich, ks. Janusz I Starszy przystąpił do rozbudowy swej warszawskiej siedziby. Najważniejszą inwestycją było wzniesienie około 1410 roku między wieżami Wielką (Grodzką) i Żurawiem nowej okazałej rezydencji tzw. Domu lub Dworu Wielkiego (łac. Domus Magna, Curia Maior); trzykondygnacyjnego gotyckiego budynku (47,5 × 14,5 m) ze zdobioną wnękami fasadą i szczytami. W przyziemiu mieścił reprezentacyjną salę sądów i zgromadzeń (łac. Palatium, Stuba Magna), a na piętrze mieszkanie książęce (łac. Habitaculum superior). Od strony miasta, po zasypaniu fosy grodowej, wybudowano niewielki murowany budynek sądu ziemskiego warszawskiego zwany Szopą.
W 1426 roku w warszawskiej rezydencji książęcej gościł po raz pierwszy król polski i najwyższy książę litewski – Władysław Jagiełło. Do końca XV wieku w północnej części obszaru dworskiego, koło Kanonii powstał zespół budynków mieszkalnych zwany Dworem Mniejszym lub Ogródkiem (łac. Curia Minor). Tradycyjnie zajmowały go matki, żony i siostry książąt mazowieckich, pełniące często funkcje regentek. Przez stojące przy murze wschodnim łaźnię i kuchnię książęcą łączył się on gankiem z Domem (Dworem) Wielkim.

### XVI wiek

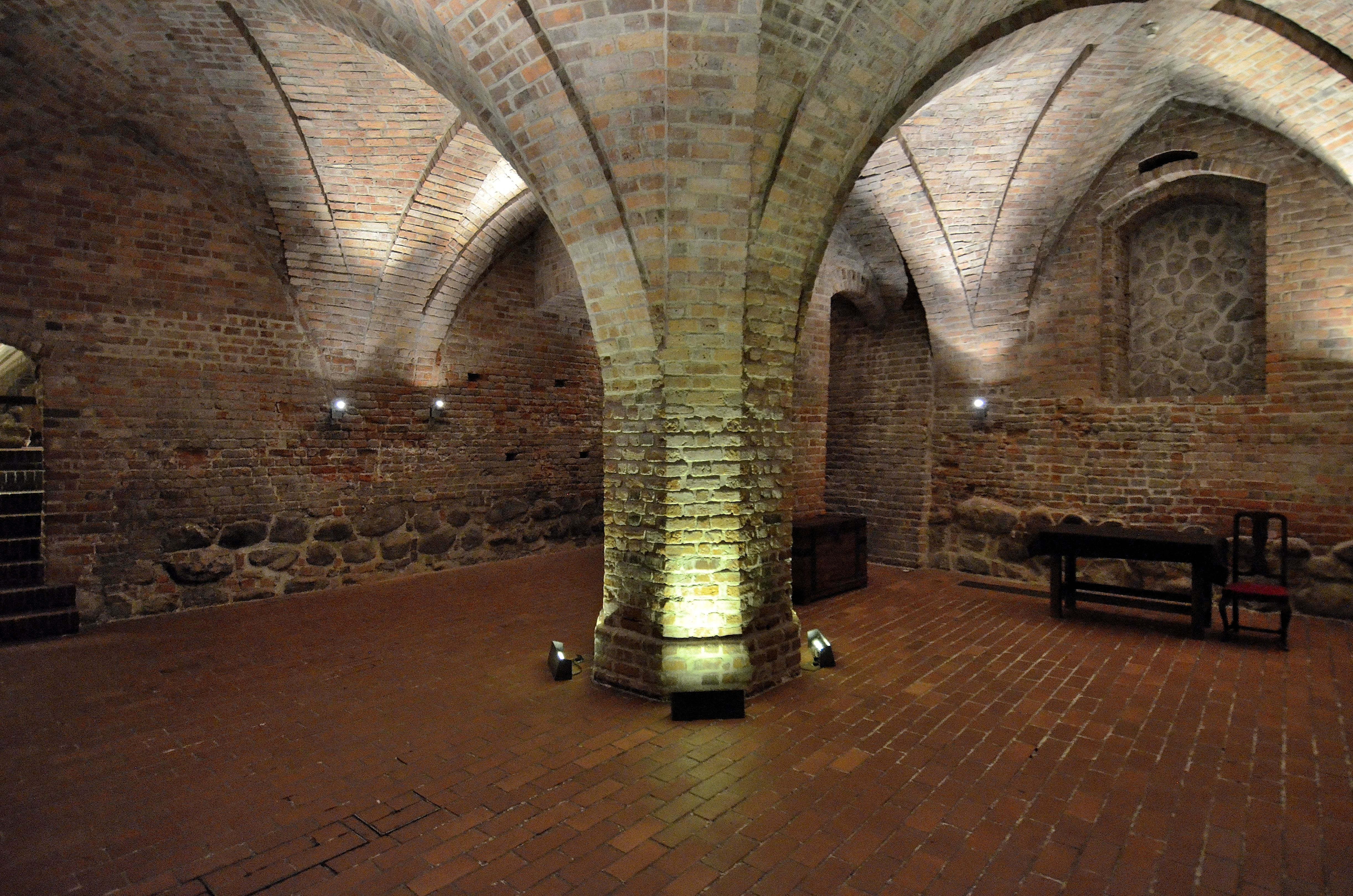
Piwnica Książęca z pocz. XVI wieku, największe autentyczne świeckie wnętrze gotyckie zachowane w Warszawie

W 1526 roku zmarł bezpotomnie ostatni lennik mazowiecki – książę Janusz III i dzielnica czersko-warszawska włączona została do Królestwa Polskiego. Przybyły po raz pierwszy do Warszawy król Zygmunt I przyjął przysięgę sejmu mazowieckiego i objął w posiadanie Zamek. Stale rezydowali w nim namiestnik królewski (vicesgerent) i starosta warszawski. W 1529 roku w Zamku po raz pierwszy obradował sejm walny; w 1544 roku dwa miesiące rezydowała tu para królewska.
Po śmierci Zygmunta I w 1548 roku, do swych mazowieckich dóbr oprawnych (wdowich) przeniosła się z Wawelu królowa Bona. Wraz z córkami: Zofią, Anną, Katarzyną i Izabelą (królową węgierską), zamieszkała w Dworze Mniejszym Zamku. Po wyjeździe królowej do Włoch w 1556 roku, zaczął bywać w Warszawie i zwoływać tu sejmy (1556/7, 1563/64) król Zygmunt August. Jednocześnie z rozpoczęciem prac nad unią polsko-litewską w 1563 roku podjęto decyzję o rozbudowie Zamku. Rozpoczęto ją jednak dopiero w 1569 roku. Mocą uchwały unijnego sejmu lubelskiego (1569) Warszawa i Zamek zostały uznane za stałe miejsce zgromadzeń sejmu Rzeczypospolitej.
Rozbudowa Zamku realizowana według projektu architekta Giovanniego Battisty Quadro do 1571 roku, w niewielkim stopniu przeobraziła jego bryłę, znacznie bardziej wnętrza. Objęła ona przebudowę dotychczasowej siedziby króla – Domu Wielkiego na gmach mieszczący nowe renesansowe wnętrza sejmowe: sklepioną trzysłupową izbę poselską na parterze i izbę senatorską z kasetonowym stropem na piętrze; wzniesienie przylegającej do Domu Wielkiego od północy nowej rezydencji tzw. Nowego Domu Królewskiego z widokową salą Altaną na drugim piętrze i okrągłą wieżą „wschodów kręconych” od zachodu; rozbudowę rezydencji Anny Jagiellonki w Dworze Mniejszym. W Zamku król Zygmunt August zamieszkał pod koniec 1568 roku, opuścił go na krótko przed śmiercią w 1572 r.
W latach panowań Stefana Batorego i Zygmunta III, aż do śmierci w 1596 roku stałą rezydentką zamkową była królowa Anna Jagiellonka.

### XVII wiek
Niemal od początku panowania króla Zygmunta III Wazy Warszawa i Zamek z racji swego dogodnego położenia były miejscem dłuższych pobytów dworu królewskiego. Stąd Zygmunt III podejmował wyprawy do Szwecji, spływając Wisłą do Gdańska (1593-94, 1598), tu też zwoływał sejmy, na które dojeżdżał z Krakowa. Po śmierci Anny Jagiellonki król zyskał swobodę dysponowania Zamkiem; problemy szwedzkie zatrzymywały go tu na dłużej. Po 1598 roku dążenie do odzyskania ojczystej korony stało się ważnym celem polityki Zygmunta. W takich okolicznościach zapadła decyzja o przeniesieniu dworu na stałe do Warszawy i o zasadniczej rozbudowie Zamku.
Ostatnie badania jako autora koncepcji przestrzennej obiektu wskazują architekta królewskiego Santiego Gucciego; jako budowniczego Giacoppa Rodondo oraz Mattea Castello jako twórcy barokowego wykończenia bryły. Projekt zakładał wzniesienie reprezentacyjnego pięciobocznego gmachu z wewnętrznym dziedzińcem o protobarokowych cechach stylowych, opartego na prostopadłych osiach wyznaczonych przez trzy bramy i wieżę mieszczącą schody do apartamentów królewskich. Zasadnicze roboty budowlane i adaptacyjne starych budynków przeprowadziła w latach 1600–1606 ekipa murarsko-kamieniarska Giacoppa Rodondo. Kierował on także dalszymi pracami wykończeniowymi aż do roku 1613.
Od 1605 roku po kolejnej przebudowie wnętrz Domu Wielkiego ponownie w Zamku zaczęły zbierać się sejmy. Na jesieni 1611 roku (po opuszczeniu Krakowa w 1609 i dłuższym pobycie na Litwie) do Zamku przeniosła się cała rodzina królewska wraz z dworem i kancelariami urzędów nadwornych i koronnych. Pierwszym ważnym wydarzeniem była prezentacja królowi i stanom Rzeczypospolitej w Sali Senatorskiej Zamku, wziętego do niewoli cara Wasyla Szujskiego i jego braci, przez hetmana Stanisława Żółkiewskiego. Uroczystość zainaugurowała rezydencjonalne funkcje Warszawy i Zamku.
Dalsze prace wykończeniowe realizował w latach 1614–1619 sprowadzony z Rzymu architekt Matteo Castelli. Zapewne jego dziełami są monumentalna fasada zachodnia Zamku z centralną wieżą (łac. Nova Turris Regia) i wieżyczkami narożnymi, także klatki schodowe i wystrój kamieniarski (portale bram, boniowane narożniki), nadające architekturze zamku stylowe cechy baroku rzymskiego Po wzniesieniu w latach 20. XVII w. bastionowych obwarowań od strony Wisły i urządzeniu ogrodów na skarpie Zamek zyskał modny wygląd palazzo in fortezza. Pomimo zewnętrznej formy zamku, budowla była w rzeczywistości palacem, gdyż spełniała głównie funkcje reprezentacyjne i mieszkalne.
Kolejne inwestycje przeprowadził w latach 1637–1643 król Władysław IV. Pracami kierowali nadworni architekci Constante Tencalla, Giovanni Battista Gisleni, Agostino Locci. Fasadę wschodnią wzbogaciły arkadowa galeria i mieszcząca nowy gabinet królewski Wieża Altana oraz pałacyk królewicza Karola Ferdynanda Wazy zbudowany na bastionie północnym. Dziedziniec przedni zyskał reprezentacyjną Bramę Świętojańską; przy bramie miejskiej stanęła kolumna Zygmunta. Wnętrza skrzydła południowego wzbogaciły się o sale i urządzenia teatru dworskiego tzw. Operalni, a oficjalny apartament królewski o reprezentacyjny Pokój Marmurowy, którego wystrój (różnobarwne marmury, malowidła oraz „kominek jak fontanna”) był apoteozą Rzeczypospolitej i jej władców. Polscy Wazowie, prócz bogatej biblioteki i archiwum państwowego, zgromadzili w Zamku okazałe kolekcje rzeźby, malarstwa, tkanin europejskich i wschodnich, sztuki zdobniczej.
Lata 1655–1657 – okres potopu szwedzkiego i trzy okupacje Warszawy przez wojska szwedzkie i siedmiogrodzkie, przyniosły Zamkowi grabież i dewastację wnętrz. Szwedzi wywieźli nie tylko znaczną część zgromadzonych w Zamku zbiorów artystycznych (m.in. 200 obrazów i plafony z 5 sal), ale także stałe elementy wyposażenia wnętrz (marmurowe posadzki, kominki) i architekturę ogrodową (rzeźby, fontanny). Spłonął pałacyk Karola Ferdynanda i uszkodzono Wieżę Zegarową (Zygmuntowską). Po powrocie z wygnania Jan Kazimierz i Ludwika Maria zamieszkali w pałacu przedmiejskim – Villa Regia – od tego czasu zwany Kazimierzowskim. Stosunkowo szybko jednak przeprowadzono zasadniczą odbudowę wnętrz i przywrócono Zamkowi funkcje rezydencyjne i publiczne. W lecie 1658 roku odbył się w Zamku pierwszy po przerwie sejm. Zamek był miejscem uroczystości dworskich i państwowych (ślub i wesele Jana Sobieskiego z Marią Kazimierą d’Arquien, zaprzysiężenie ugody hadziackiej w 1659, wystawienie w teatrze zamkowym „Cyda” Corneille’a w 1660, tryumf hetmanów Stanisława Rewery Potockiego i Stefana Czarnieckiego na sejmie 1661 roku). W 1659 roku przy ulicy Przedzamkowej wzniesiono długą kamienicę tzw. Boratynówkę mieszczącą kramy, a w 1667 roku przeprowadzono gruntowny remont uszkodzonego hełmu Wieży Zegarowej. Po swej abdykacji w 1668 roku Jan Kazimierz wywiózł do Francji część pozostałych zbiorów artystycznych (m.in. 150 obrazów i 88 arrasów).
Kolejny król – Michał Korybut Wiśniowiecki początkowo rezydował w Zamku Ujazdowskim. Dopiero po ponownym urządzeniu wnętrz i ślubie z księżniczką Eleonorą Austriacką w 1670 roku, para królewska zamieszkała w dawnych apartamentach Wazów.
Drugi z „królów rodaków”, Jan III Sobieski, panujący w latach 1674–1696, posiadacz wielkich dóbr na Rusi, do Warszawy przyjeżdżał głównie z okazji sejmów. Kilkumiesięczne pobyty w mieście dzielił między Zamek a nową podmiejską rezydencję – Wilanów. W Zamku przeprowadzono jednak szereg inwestycji. Na miejscu Wieży Altany, powstał trzykondygnacyjny pawilon reprezentacyjnej łazienki królewskiej. Powiększono apartament królewski. W skrzydle północnym Pokoje Królewiczowskie przerobiono na apartament rodzinny najstarszego syna, Jakuba Sobieskiego. Przekształceniom uległy wnętrza sejmowe. Przed 1679 rokiem Izbę Poselską przeniesiono z przyziemia Domu Wielkiego na pierwsze piętro narożnika południowo-zachodniego Zamku. Izba Senatorska otrzymała nowy stiukowy wystrój ściany z tronem i marmurową podłogę. Poprzez sień i galerię w skrzydle południowym sala uzyskała połączenie z Nową Izbą Poselską. W ten sposób Zamek, jeszcze wyraźniej niż przedtem, rozdzielono na dwie sfery: królewską mieszkalną (północną i wschodnią) oraz publiczną – sejmową i administracyjną (południową i zachodnią).

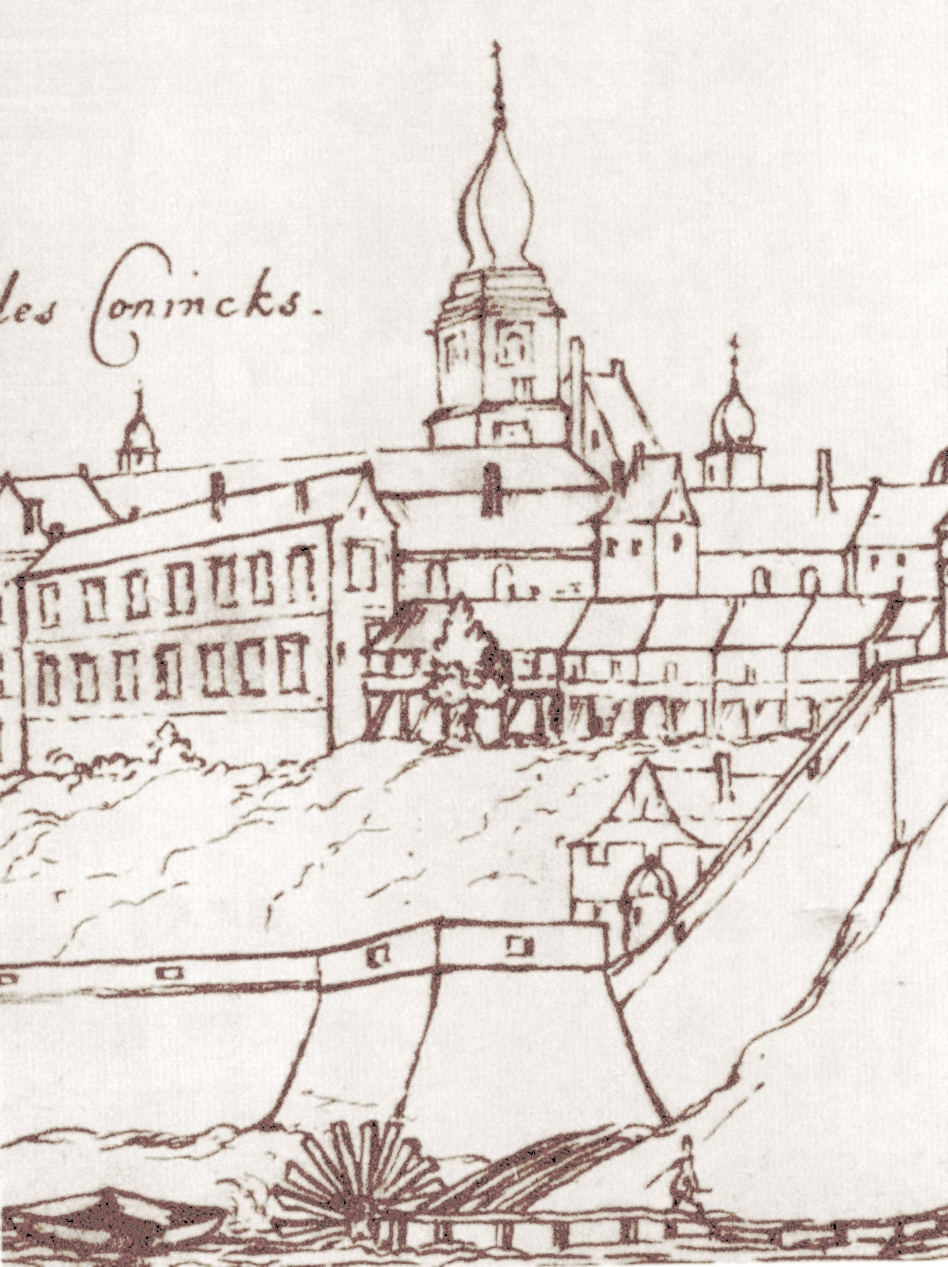
Rycina zamku od strony Wisły (1627)
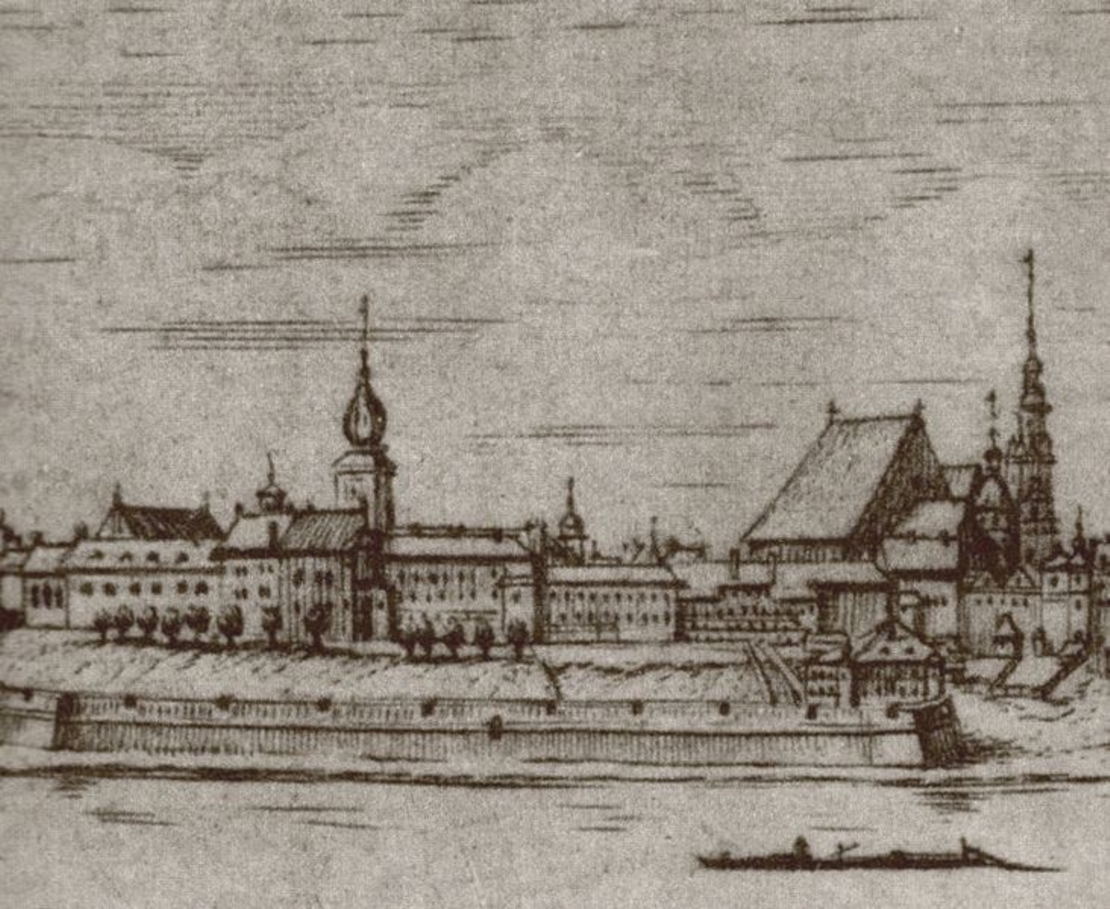
Rycina zamku od strony Wisły (1641)
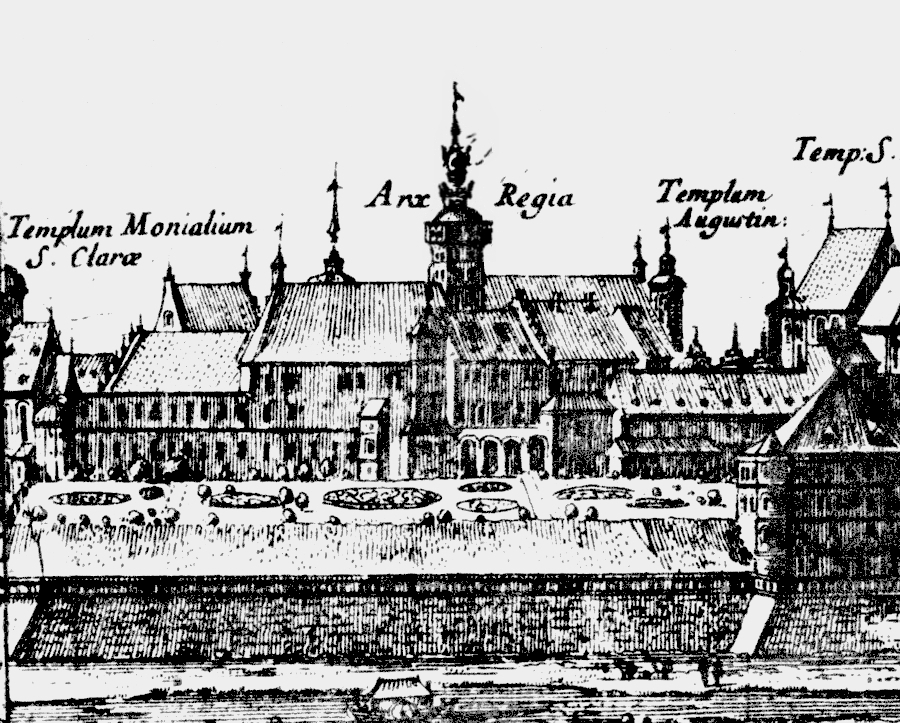
Rycina zamku od strony Wisły (1656)

### XVIII wiek
Po elekcji króla Augusta II, nowy władca zlecił w 1698 opracowanie projektu rozbudowy zamku. Projekt ten wykonał w latach 1698-1700 sprowadzony z Drezna architekt Johann Friedrich Karcher, ale do realizacji budowy nie doszło z powodu wybuchu wojny ze Szwecją. Zamek 25 maja 1702 zajęli Szwedzi, urządzając w nim szpital na 500 łóżek, a w Sali Poselskiej i pokojach ministrów – stajnie. W 1704 zamek został odbity przez wojska polskie, jednak wkrótce ponownie przeszedł w ręce wojsk szwedzkich. W 1707, na mocy traktatu pokojowego między Augustem II i Karolem XII, do Warszawy weszły sprzymierzone wojska rosyjskie, a na zamku zamieszkał car Piotr I Wielki. Po dwóch miesiącach siły rosyjskie wycofały się z Warszawy, grabiąc z zamku dzieła sztuki, m.in. obrazy Tomasza Dolabelli, w tym dwa ważne dla Rosjan dzieła malarskie: Zdobycie Smoleńska i Złożenie hołdu Zygmuntowi III przez carów Szujskich.
W 1709 roku przebudowano znajdującą się w skrzydle południowo-wschodnim Salę Senatorską podwyższając ją o drugie piętro. Salę tę gruntowanie przebudowano po 1721 roku. W latach 1716–1720 rozpoczęto budowę stajni i wozowni wg projektu Johanna Christopha Naumanna. W 1717 przebudowano gruntownie Salę Poselską, która odtąd miała służyć władcom saskim w charakterze sali koronacyjnej. 31 maja 1732 na zamku wybuchł pożar, który zniszczył elewację zachodnią oraz część Wieży Zygmuntowskiej i zewnętrzne rzeźby fasadowe, zwane Armaturą.

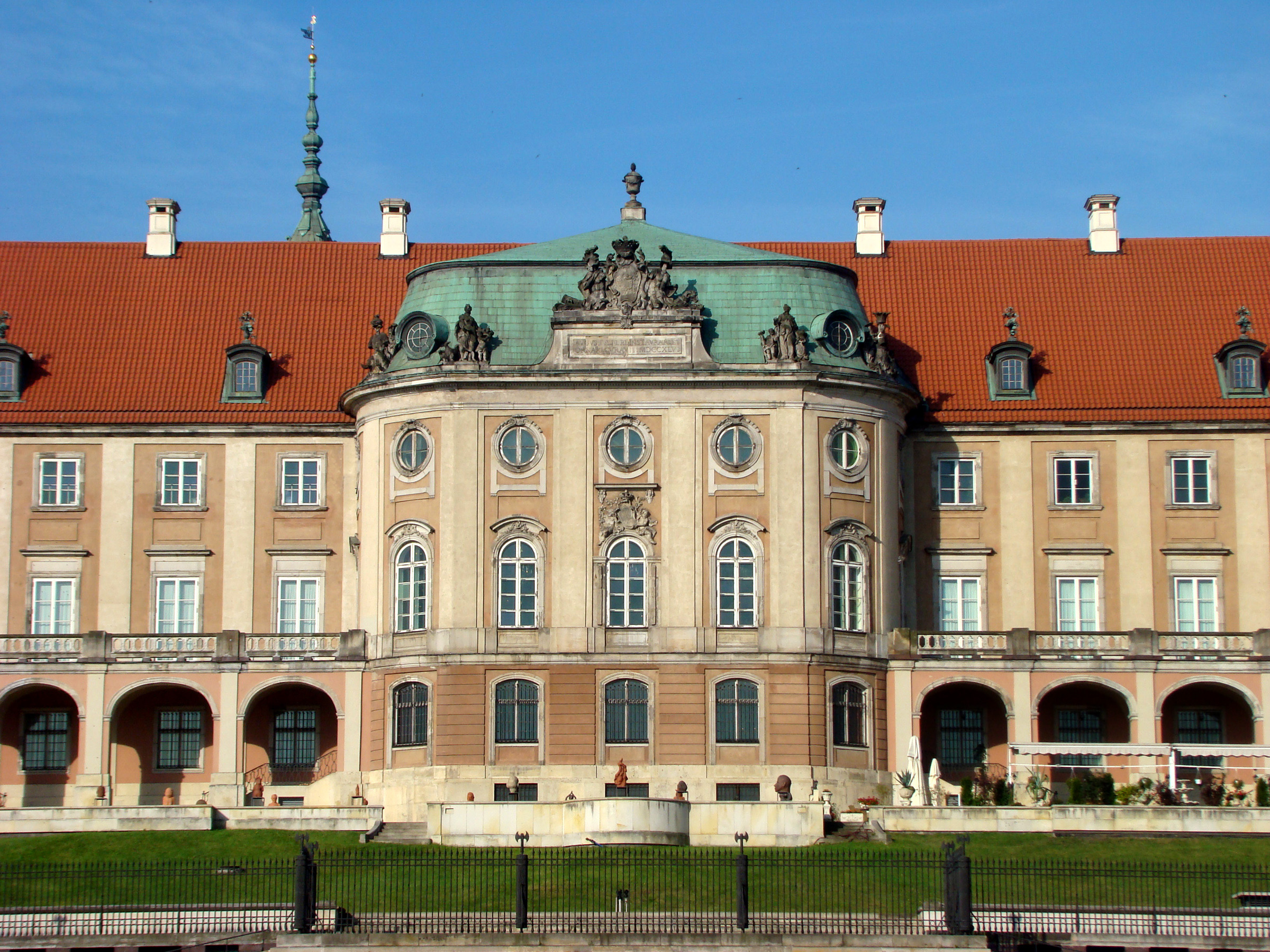
Fasada saska z lat 1740–1747

Kolejny projekt przebudowy zamku królewskiego powstał po wstąpieniu na tron polski Augusta III w 1733. Nowe plany, powstałe w roku 1734 i rozszerzone w 1737 przez architekta Gaetano Chiaveriego, przewidywały m.in. przebudowę od strony Wisły fasady zamku w stylu rokoko, mającej tworzyć nową tzw. Elewację Saską, a także części północno-wschodniej wraz z wieżą zwaną Altaną, gdzie zamierzano dobudować trzy dwupiętrowe ryzality, jednak były to jedynie założenia, które po zmianach zrealizowano w późniejszym okresie. W 1739 roku pod kierunkiem architekta Carla Friedricha Pöppelmanna utworzono w skrzydle zachodnim nową Salę Senatorską, przenosząc elementy wystroju starej sali do nowej lokalizacji, m.in. 60 herbów polskich województw, boazerie, gzymsy oraz lizeny. W okresie 1739–1752 przebudowano fasadę od strony Wisły w stylu saskiego baroku wg projektu Carla Friedricha Pöppelmanna (kier. bud. Antonio Solari). Jednym z najlepszych rzeźbiarzy tego okresu, prowadzących prace na zamku, był Jan Jerzy Plersch, który wykonywał kartusze królewskie, sztukaterie oraz statuy, tzw. Figury Sław, dźwigające korony królewskie umieszczone na szczycie środkowego ryzalitu tzw. Elewacji Saskiej od strony Wisły. Ostatnie prace z tego okresu zostały zakończone pod koniec 1763, po śmierci Augusta III, kiedy Plersch wykonał ostatnie rzeźby i kartusze z herbami województw dla Sali Poselskiej.
Za panowania Stanisława Augusta Poniatowskiego, ostatniego polskiego monarchy, sprawującego władzę od 1764 do abdykacji w 1795 r. Zamek Królewski przeżywał okres największej świetności. Kwoty łożone ze skarbu koronnego i prywatnej szkatuły królewskiej, mecenat, którym król otaczał artystów i rzemieślników, a także poglądy polityczne i smak artystyczny władcy, pozwoliły na przekształcenie „prastarej siedziby królów polskich” w reprezentacyjną rezydencję monarszą, uwzględniającą estetyczne i ideologiczne koncepcje oświecenia europejskiego.
W okresie panowania Stanisława Augusta powstało jedenaście projektów generalnej przebudowy Zamku: w latach 1764–1767, 1776–1779 i w 1788 roku. Najwcześniejsze projekty z lat 1764–1767, które opracowali Jakub Fontana, francuski architekt Victor Louis oraz Efraim Szreger zmierzały do całkowitego zatarcia starej bryły Zamku z epoki Wazów oraz do urbanistycznego powiązania budowli z miastem poprzez stworzenie dziedzińców paradnych od strony Krakowskiego Przedmieścia, ulic Piwnej i Świętojańskiej. Późniejsze projekty Dominika Merliniego (oraz jeden E. Szregera) z lat 1776–1779, były bardziej zachowawcze: sprowadzały się do utrzymania dawnej bryły Zamku, a układ przestrzenny, wiążący gmach z miastem przybierał w nich formę zbliżoną do antycznego forum. W 1788 r. Merlini ograniczył się już tylko do propozycji wyburzenia zabudowań zasłaniających zachodnią fasadę i regulacji placu przed siedzibą królewską.
Trudności finansowe monarchy i sytuacja polityczna państwa sprawiły, że żaden z tych projektów nie doczekał się realizacji. W rezultacie poprzestano na odbudowie skrzydła południowego Zamku, uszkodzonego w trakcie pożaru 12 marca 1767 (pod kierunkiem Jakuba Fontany odbudowano m.in. dwa zniszczone piętra i wzniesiono elewację dziedzińcową skrzydła południowego z trzyosiowym ryzalitem i podziałami w postaci jońskich pilastrów).

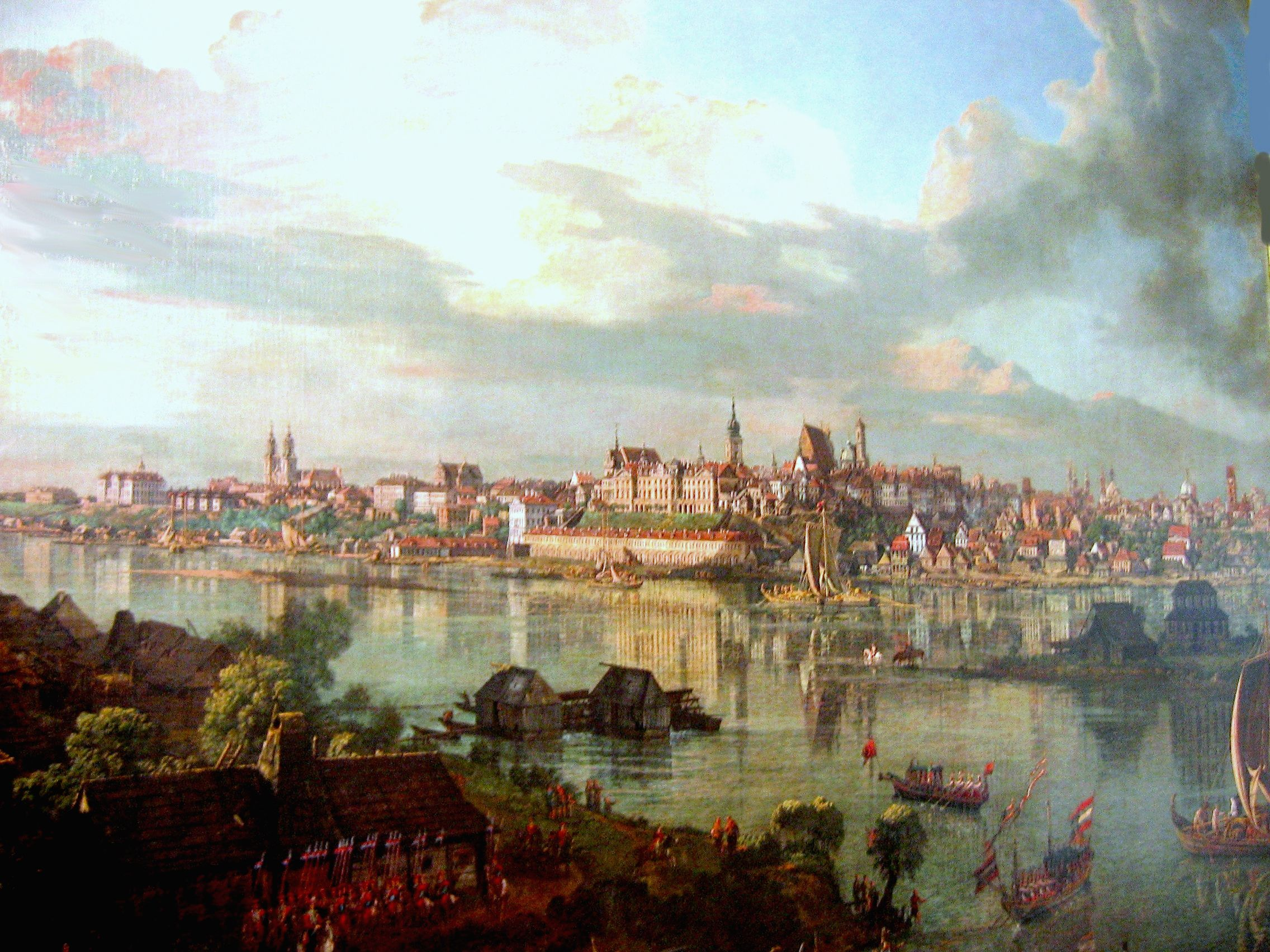
Widok na Zamek Królewski od strony północno-wschodniej, Canaletto, 1770

Gruntowne zmiany przeprowadzono jednak we wnętrzach Zamku. Objęły one dwa reprezentacyjne apartamenty: Wielki i Królewski. W latach 1768–1771 Jakub Fontana dokonał przebudowy Pokoju Marmurowego. W następnym roku pod kierunkiem Merliniego przystąpiono do prac w Apartamencie Królewskim. Prace rozpoczęto od przebudowy Pokoju Sypialnego, w latach 1774–1777 urządzono Pokój Audiencjonalny, Salę Prospektową (zwaną tak ze względu na znajdujące się tu widoki Bernarda Bellotta) i Kaplicę. Obok Merliniego działali tu Marcello Bacciarelli i Jan Bogumił Plersch, a także rozpoczynający wówczas artystyczną karierę młody architekt z Drezna Jan Chrystian Kamsetzer. W 1777 r. w dawnej Kaplicy Saskiej umieszczono ołtarz z pozłacanego brązu z przedstawieniem ścięcia św. Jana Chrzciciela oraz herbem króla, dar papieża Klemensa XIV (obecnie w Państwowym Muzeum Historii Religii w Petersburgu). W latach 1777–1781 według projektu Merliniego przebudowano Salę Wielką (Asamblową), a w okresie 1783–1786 przystąpiono do prac w Apartamencie Wielkim, do którego włączono Pokój Marmurowy, Salę Wielką oraz Salę Rady Nieustającej. Powstały wówczas nowa Sala Tronowa, poprzedzający ją Przedpokój Senatorski zwany Salą Rycerską (według projektu D. Merliniego i J.Ch. Kamsetzera) oraz położony na zakończeniu Apartamentu Wielkiego Gabinet Monarchów Europejskich.
Od podstaw zbudowano gmach Biblioteki Królewskiej (1780–1784), wykorzystując teren sąsiadujący od wschodu ze skrzydłem gotyckim Zamku, a przynależny do pałacu Pod Blachą (zakupionego w 1776 przez Stanisława Augusta). Przygotowanie projektu Biblioteki król powierzył Merliniemu, który nadał jej dość surową, klasycystyczną formę.
We wnętrzu zgromadzono księgozbiór królewski, który w 1795 r. liczył ponad 16 tys. tomów. Równocześnie z budową Biblioteki nadbudowano północne skrzydło Pałacu Pod Blachą, tworząc antresolę, która miała połączenie z główną salą biblioteczną. W antresoli umieszczono zbiory naukowe, numizmatyczne oraz pracownie i mieszkania opiekunów kolekcji.
Królewski Gabinet Rycin nie doczekał się przeprowadzki do Biblioteki, nieprzygotowanej do przyjęcia tak obszernego zbioru. Za czasów Stanisława Augusta był on ulokowany na drugim piętrze Zamku, w południowym skrzydle, ponad mieszkalnymi komnatami króla. Do Biblioteki został on przeniesiony dopiero po śmierci Stanisława Augusta, kiedy odziedziczył go książę Józef Poniatowski. Stan liczbowy Gabinetu Rycin w 1817 r. szacowano na 71 165 jednostek., w tym ponad 24 tys. luźnych rycin i rysunków, i ponad 45 tys. rycin i rysunków zawartych w 875 dziełach ilustrowanych i albumach. Do tego dochodziły 1674 obiekty pochodzące z zamkowej „Malarni”.
Nadbudowano także północne skrzydło pałacu Pod Blachą, łącząc je przejściami z głównym pomieszczeniem Biblioteki. Zlokalizowano tam gabinety, będące miejscem pracy uczonych, m.in. Gabinet Medali i Starożytności.
Choć realizacja ambitnych projektów przebudowy Zamku i jego otoczenia z pierwszych lat panowania nie powiodła się, przekształcenia wnętrz zamkowych dokonane przez Stanisława Augusta nadały im wysokiej klasy formę artystyczną, tak iż śmiało mogły one konkurować z najważniejszymi ośrodkami władzy królewskiej w Europie, utrzymując jednocześnie ich specyfikę, wyrażającą się w afirmacji polskiej tradycji republikańskiej.
W Sali Senatorskiej Zamku Królewskiego podczas sesji w dniu 3 maja 1791 r. Sejm Wielki uchwalił Ustawę Rządową, uroczyście zaprzysiężoną przez Stanisława Augusta. Chwilę później uczestnicy sesji sejmowej przeszli do kolegiaty św. Jana, gdzie powtórzyli akt przysięgi i odśpiewali hymn Te Deum.
We wprowadzonej w 1797 taryfie budynków Zamkowi nadano numer pierwszy.

### XIX wiek
W dniach 19–20 grudnia 1806 oraz 1–30 stycznia 1807 na zamku przebywał cesarz Napoleon Bonaparte. Tutaj w 1807 podjął decyzję o utworzeniu Księstwa Warszawskiego, którym miał rządzić saski władca Fryderyk August I, rezydując na Zamku Królewskim. Z XIX wieku pochodzą także kolejne projekty przebudowy, opracowane przez polskich architektów: Adama Idźkowskiego i Jakuba Kubickiego. Projekt Idźkowskiego z 1843 zakładał przebudowę Zamku Królewskiego z użyciem form dekoracyjnych zapożyczonych z architektury gotyckiej, renesansowej i empirowej. Zakładał nadbudowę trzeciego piętra z siedmioma różnej wielkości wieżami, których attyki miały być ozdobione orłami i antycznymi posągami. Z wież Zygmuntowskiej i Władysławowskiej miały być usunięte metalowe hełmy dachów i zastąpione tarasami, otoczonymi balustradami. Od strony Wisły, na Elewacji Saskiej, Idźkowski planował umieszczenie płaskorzeźb stylizowanych na antyk (pod fryzami trzech ryzalitów), a poniżej, na fasadzie trzeciego piętra korynckich pilastrów. Elewację zarówno Zamku Królewskiego, jak i pałacu Pod Blachą miały zdobić poziome boniowane pasy oraz żelazne balkony. Projekt ten, cechujący się rozmachem zastosowanych form architektonicznych, był odpowiedzią na powstającą modę wykorzystywania w architekturze form historycznych (w przeciwieństwie do projektów Kubickiego sprzed 20 lat, zakładających umiar form wzorowanych na przeszłych dziełach architektów królewskich, realizujących projekty na Zamku Królewskim).
W latach 1818–1821 po wschodniej stronie Zamku powstały Arkady Kubickiego tworzące szeroki taras wzdłuż fasady saskiej.
Wieczorem 15 sierpnia 1831 zrewoltowany tłum zlinczował kilka osób więzionych na zamku.
W 1836, po zniesieniu w Królestwie Polskim podziału na województwa, w ich miejsce zostały wprowadzone gubernie. Wówczas Zamek Królewski stał się siedzibą namiestnika carskiego Iwana Paskiewicza. Paskiewicz zlecił w latach 1850–1852 wykonanie projektu nowych elewacji i fasad (zachodniej, południowej i części wschodniej) pułkownikowi w służbie rosyjskiej i architektowi Ludwikowi Corio. Jego opracowanie nie zyskało jednak akceptacji władz rosyjskich, a Corio zmuszony był wykonać kolejny projekt, nawiązujący do rozwiązań Kubickiego (i współpracujących z nim inżynierów Lelewela i Thomasa). W końcu Corio przebudował wszystkie elewacje w stylu neoklasycystycznym, a Elewacja Saska została pozostawiona bez zmian. Po śmierci Paskiewicza, w 1856, wszyscy następni namiestnicy rezydowali na Zamku Królewskim, w Pokoju Podkomorzego, a rosyjscy urzędnicy zajmowali pomieszczenia na obu piętrach skrzydeł zachodniego i północnego. Namiestników strzegły oddziały wojska, rozlokowane w Sali Sejmowej, Bibliotece i koszarach na podzamczu, co przyczyniło się do dewastacji obiektu.

Boleśnie odbijają się w historji Zamku lata po powstaniu listopadowem. Generał Paskiewicz ciężką ręką likwiduje ruch zbrojny, poczynając zarazem erę niszczenia Zamku. W latach od 1832 do 1834 zrujnowano bądź opustoszono szereg pokoi — Gabinet Marmurowy, Salę — Canaletta, Tronową, Konferencyjną, Rycerską, Poselską, Senatorską i Bibliotekę. Znikają wywożone do Moskwy meble, obrazy, rzeźby. Wnętrza zmieniają swój wygląd. Zewnętrzna zaś przebudowa inżyniera płk L. Corio (1832) dokonywa reszty. W obcej szacie zmienia Zamek swój wyraz. Zeszpecony otoczeniem, zatraca charakter rezydencji królewskiej, upodabniając się do gmachu gubernjalnego. Zaledwie kilka pokoi królewskich zachowuje resztę dawnej świetności. Sala Sejmowa i Bibljoteczna służą za koszary. Stan ten trwa do czasu Wielkiej Wojny. W roku 1915 opuszczają nareszcie Rosjanie Warszawę, wywożąc całe mienie zamkowe.

W 1839 na specjalnie dobudowanej w południowo-wschodnim narożniku dziedzińca głównego wieży zainstalowano pierwszą stację sygnalizacyjną telegrafu optycznego łączącego Warszawę z Petersburgiem.
Po powstaniu styczniowym w 1863 armia rosyjska zniszczyła całkowicie ogród królewski od strony Wisły (zamieniony na plac musztry), budując kilka ceglanych baraków z przeznaczeniem na stajnię i koszary kozackie. W latach 1862–1863 na Zamku Królewskim prowadzono drobne prace konserwacyjne, pod kierunkiem budowniczych Jerzego Orłowicza, Ludwika Gosławskiego i Potołowa. W 1890 prowadzono przebudowę Elewacji Saskiej, pod kierunkiem budowniczego Januarego Kiślańskiego, zniekształcono wówczas arkady obu galerii widokowych, pochodzące z czasów Augusta III. Ostatnie prace remontowe pod panowaniem rosyjskim, których stosunkowo wysoki koszt wyniósł 28 000 rubli, wykonano w 1902 w pomieszczeniach zwolnionych przez armię rosyjską.

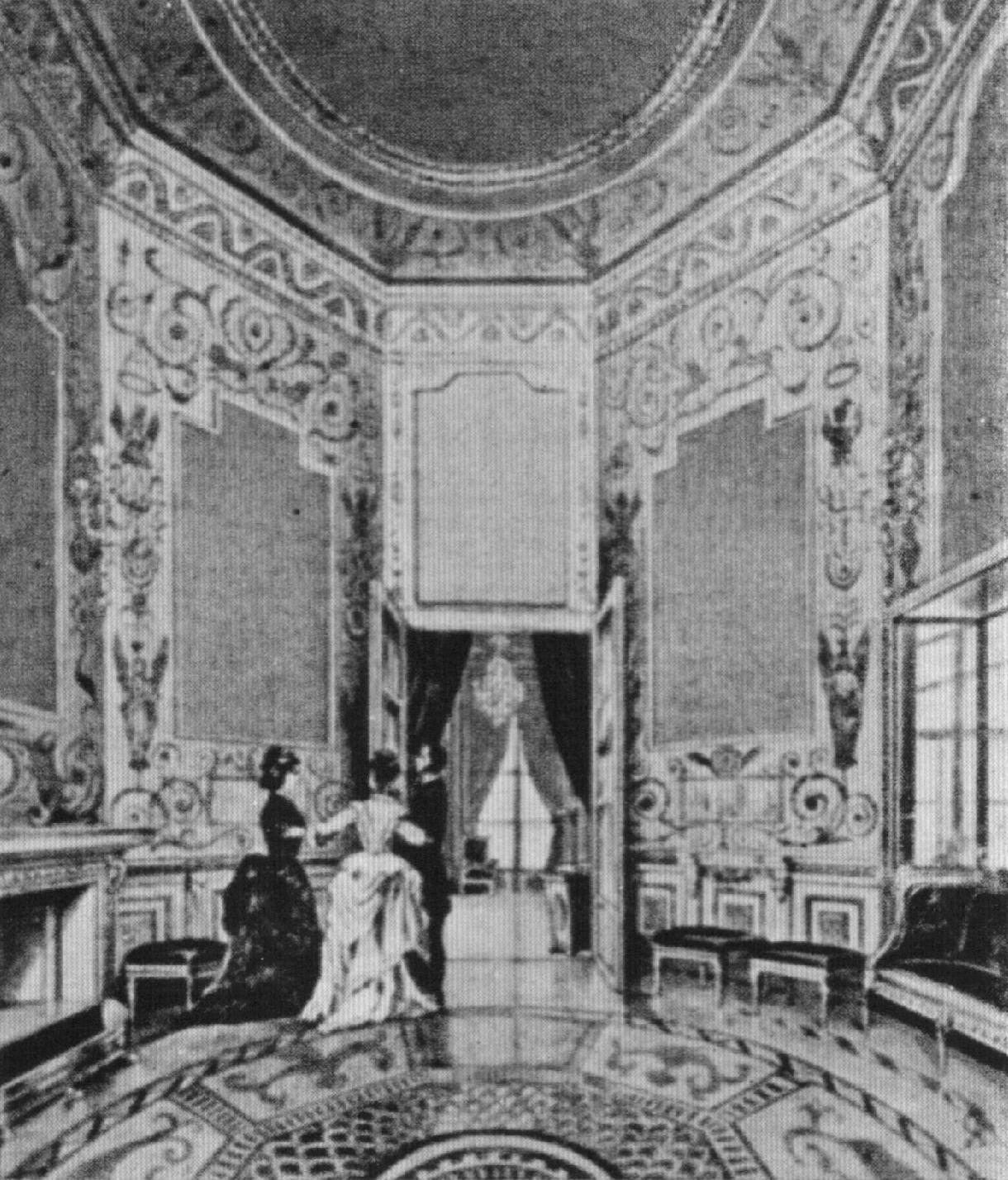
Widok wnętrza Zamku Królewskiego obrabowanego z obrazów przez Rosjan (XIX w.)
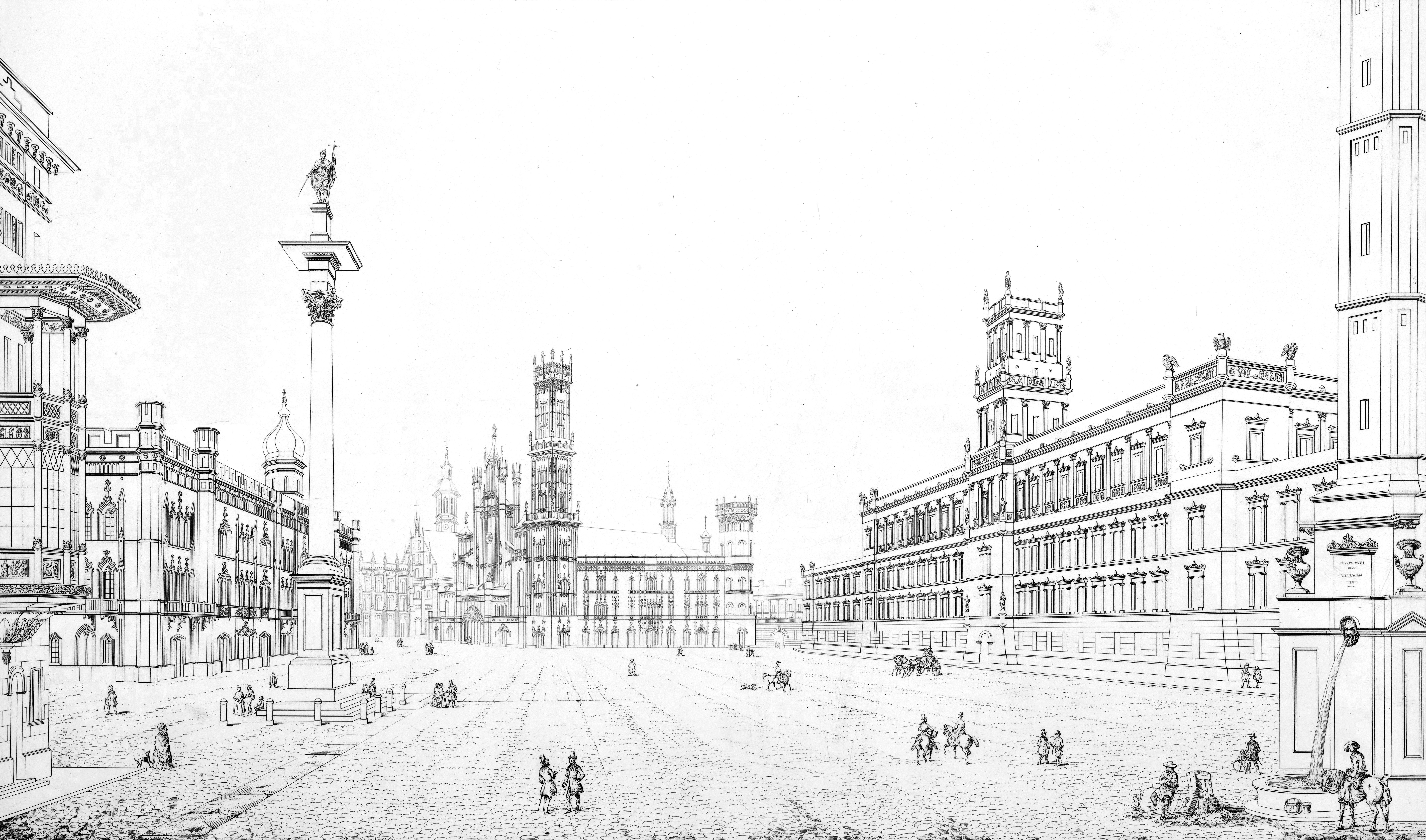
Projekt przebudowy Zamku Królewskiego autorstwa Adama Idźkowskiego (1843)
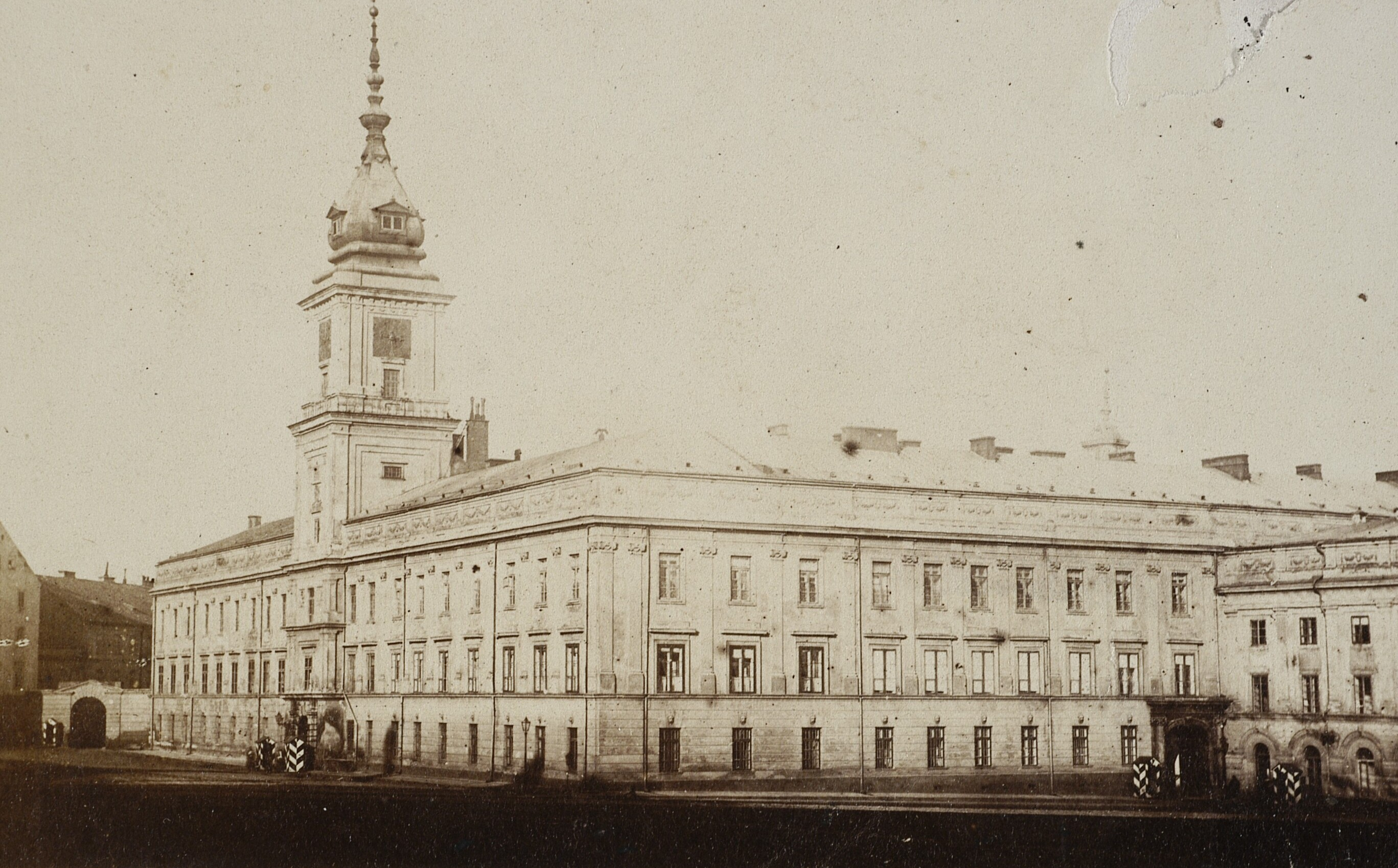
Widok na Zamek Królewski (1860)
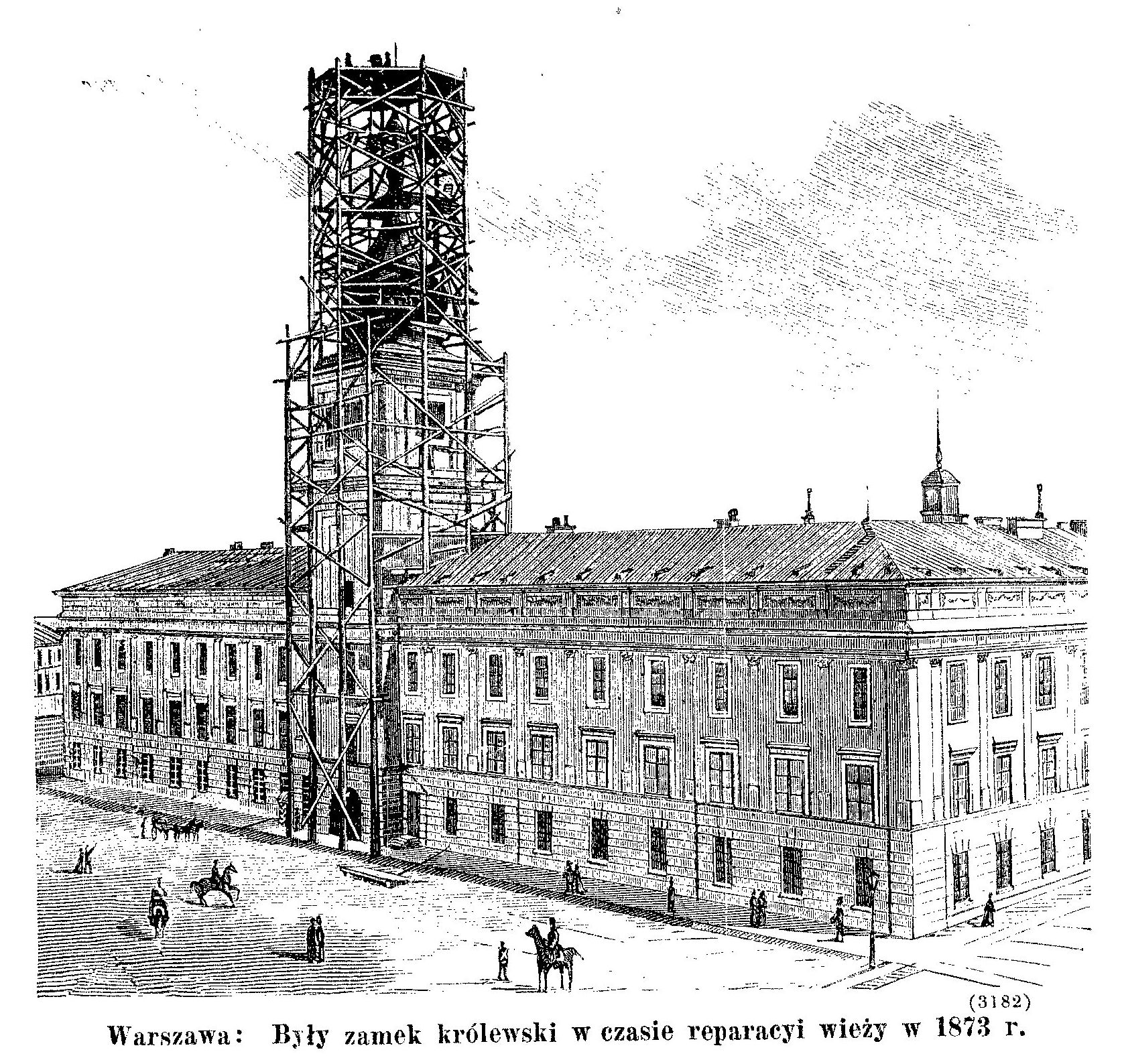
Zamek Królewski w czasie reperacji wieży zegarowej (1873)

### XX wiek

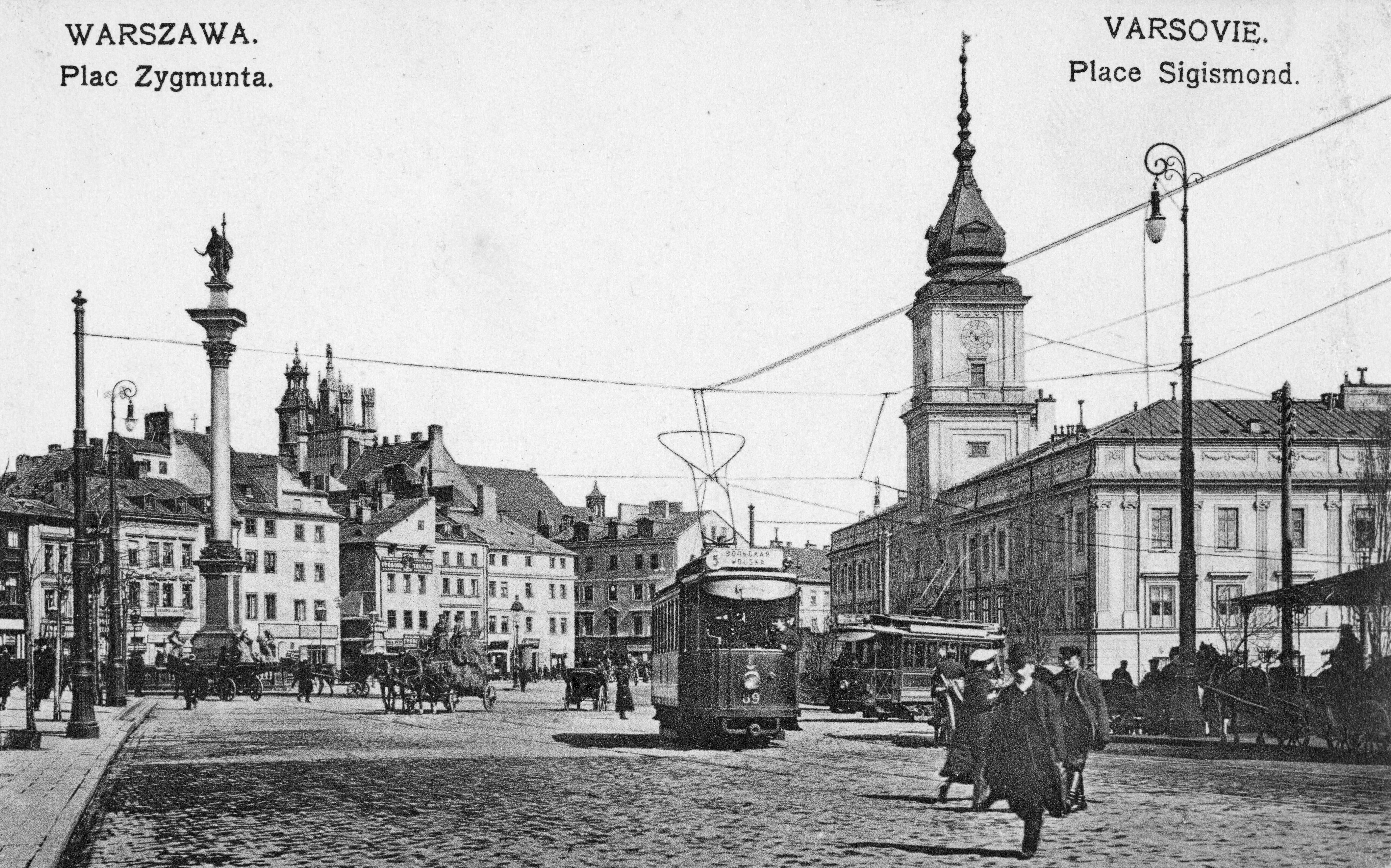
Widok na Zamek Królewski oraz starówkę warszawską (1910)

W latach 1915–1918 na Zamku Królewskim rezydował generał-gubernator Hans Hartwig von Beseler. W jego obecności w Sali Kolumnowej ogłoszono Akt 5 listopada (odczytał go w języku polskim Bogdan Hutten-Czapski).

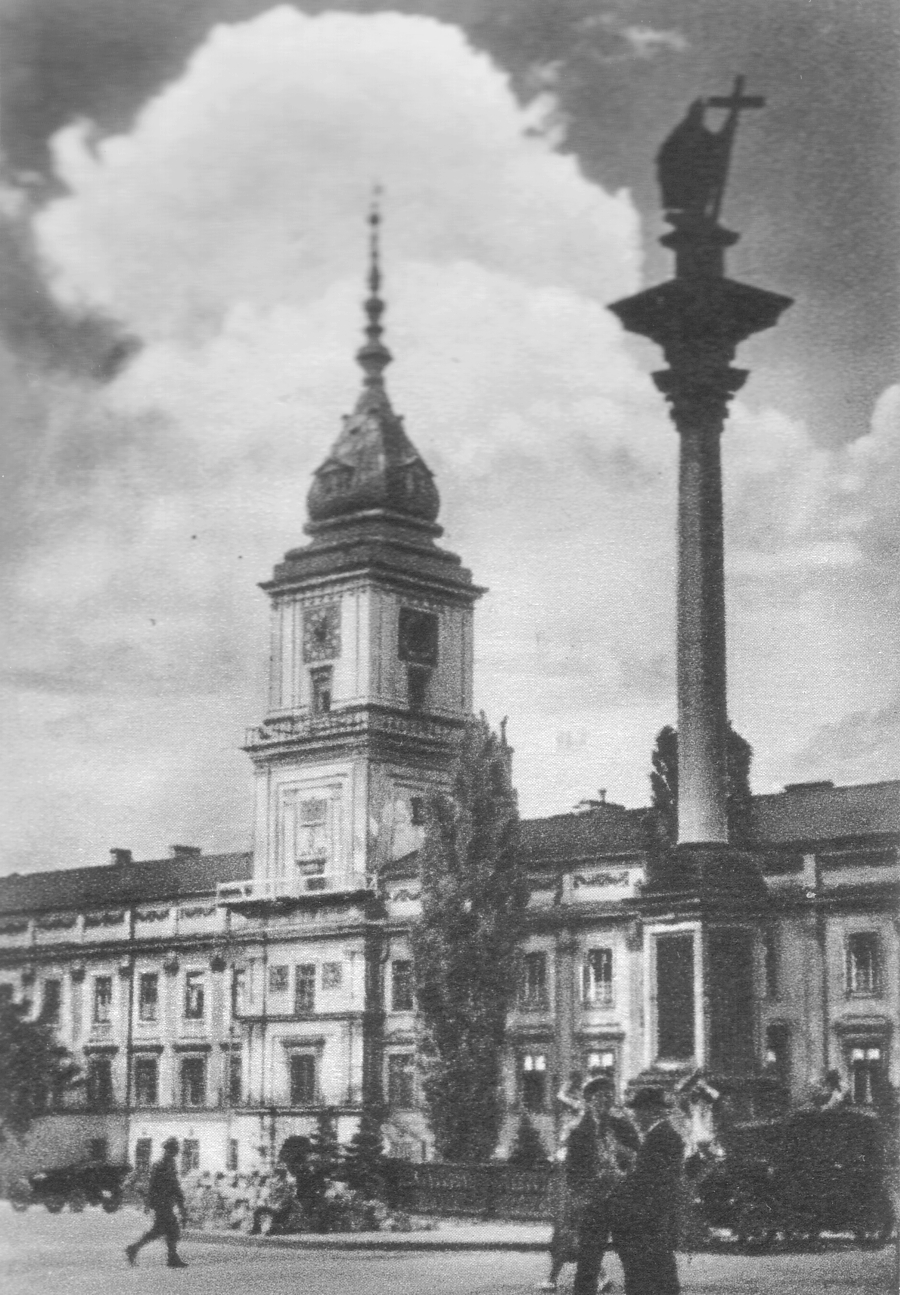
Zamek Królewski w Warszawie w 1920

W latach 1915–1939 na Zamku prowadzono prace restauracyjne, które zostały przyspieszone po zakończeniu I wojny światowej i odzyskaniu przez Polskę niepodległości w 1918. Ustalenia traktatu ryskiego z 1921 pozwoliły na rewindykację części zbiorów zamkowych z terenów ZSRR (wcześniej wywiezionych do Rosji przez władze carskie). W latach 20. pracami konserwatorskimi i rekonstrukcją Zamku Królewskiego kierował architekt i konserwator Kazimierz Skórewicz. W 1928 został zastąpiony przez kolejnego architekta, Adolfa Szyszko-Bohusza. W okresie międzywojennym na zamku pracowało wielu wybitnych konserwatorów dzieł sztuki, m.in. Jan Rutkowski i Bohdan Marconi, co czyniło z Zamku Królewskiego w Warszawie jeden z najważniejszych ośrodków konserwatorskich w ówczesnej Polsce.
W latach 1924–1925 w trzypokojowym mieszkaniu na drugim piętrze Zamku mieszkał pisarz Stefan Żeromski. Od 1926 Zamek Królewski pełnił funkcję rezydencji Prezydenta Rzeczypospolitej Polskiej. 25 sal na pierwszym piętrze udostępniono do zwiedzania.
Podczas obrony Warszawy we wrześniu 1939 Zamek Królewski spłonął po niemieckich bombardowaniach. 17 września zginął kustosz Kazimierz Brokl. 
Po zajęciu Warszawy przez wojska niemieckie rozpoczęła się planowa grabież dzieł sztuki z obiektu. 10 października 1939 wyspecjalizowane ekipy niemieckie pod kierunkiem historyków i ekspertów (dr Dagobert Frey – historyk sztuki ze Śląskiego Uniwersytetu Fryderyka Wilhelma (Schlesische Friedrich-Wilhelms-Universität) we Wrocławiu, Gustaw Barth – dyrektor muzeów wrocławskich, oraz dr Joseph Mühlmann – historyk sztuki z Wiednia) zaczęły demontować posadzki, marmury, rzeźby i elementy kamienne, np. kominki i gzymsy. Do prac zapędzano codziennie setki Żydów, którzy pod nadzorem niemieckich architektów prowadzili wewnątrz prace rozbiórkowe. Zbiory te wywożono do Niemiec, magazynów w Krakowie lub wstawiano do warszawskich siedzib nazistowskich dygnitarzy. Zamek został całkowicie ogołocony, nieliczne elementy wyposażenia pozwolono zachować polskiej ekipie z Muzeum Narodowego, opisującej straty i potajemnie sporządzającej dokumentację fotograficzną zamku, pracującej pod kierunkiem historyka sztuki Stanisława Lorentza.
Adolf Hitler 4 października 1939 w Berlinie wydał rozkaz wysadzenia Zamku Królewskiego w powietrze. Od listopada 1939 do połowy stycznia 1940 ekipy niemieckich saperów nawierciły otwory na dynamit w ścianach wszystkich pokojów parterowych oraz we wszystkich filarach podtrzymujących sklepienia, jednak ostateczne zniszczenie obiektu nastąpiło w czasie powstania warszawskiego. Prawdopodobnym powodem odstąpienia w 1940 od zburzenia Zamku była obawa, że eksplozja uszkodzi pobliski most Kierbedzia. Decyzja o zniszczeniu zamku wiązała się z niemieckimi planami całkowitego zburzenia Warszawy. Tak zwany plan Pabsta przewidywał wystawienie monumentalnej Hali Ludowej (niem. Volkshalle) lub Hali Kongresowej NSDAP (niem. Parteivolkshalle) w miejscu Zamku Królewskiego i pomnika Germanii zamiast Kolumny Zygmunta.
Po wojnie sądzono, że mury zamku Niemcy wysadzili w powietrze w ostatnich dniach listopada lub pierwszych dniach grudnia 1944 roku. Na podstawie analizy zdjęć Zygmunt Walkowski ustalił jednak, że proces burzenia gmachu rozpoczął się 8 września i zakończył przed 13 września 1944 roku.

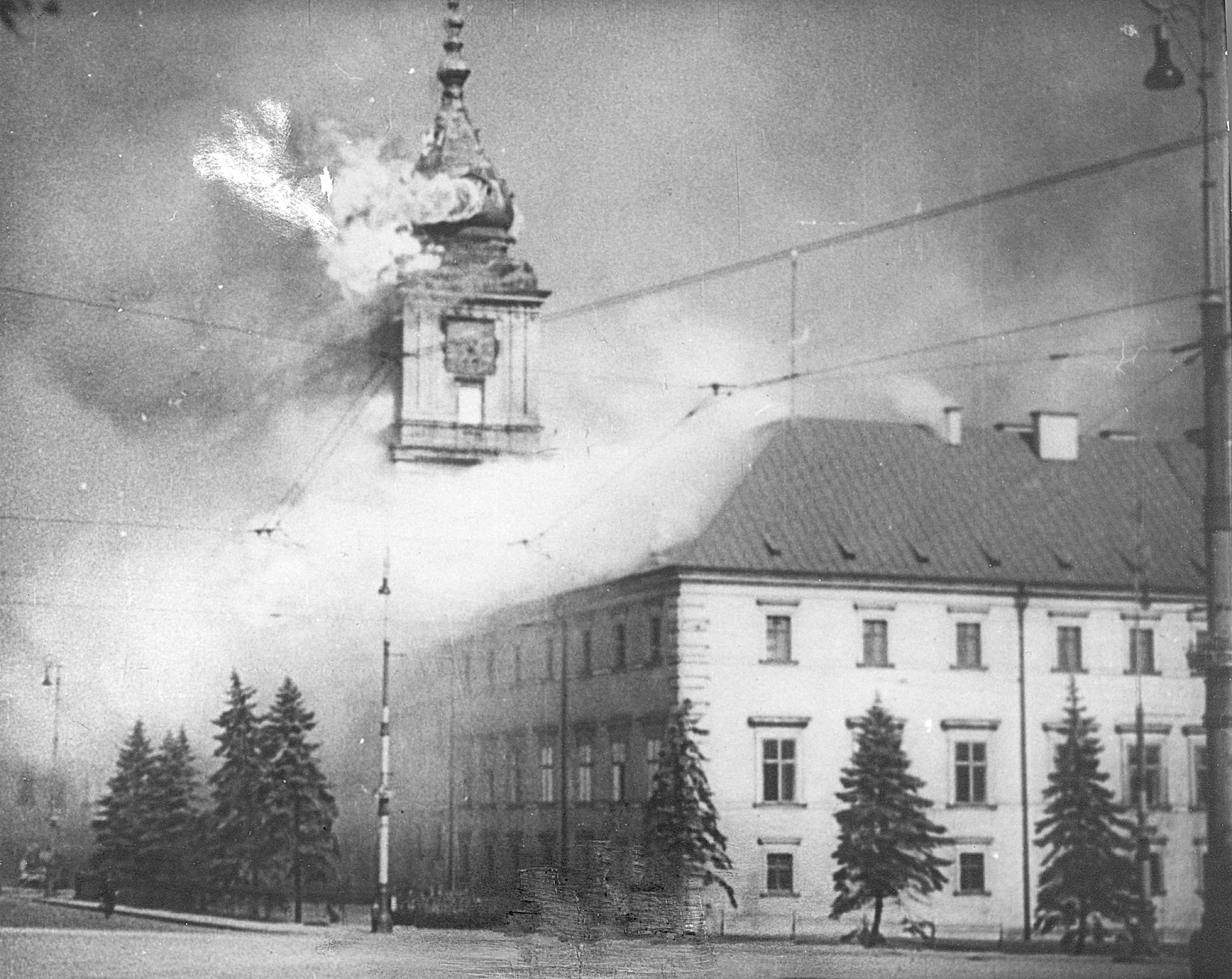
Płonący Zamek Królewski po ostrzale artylerii niemieckiej podczas agresji niemieckiej na Polskę (17 września 1939)
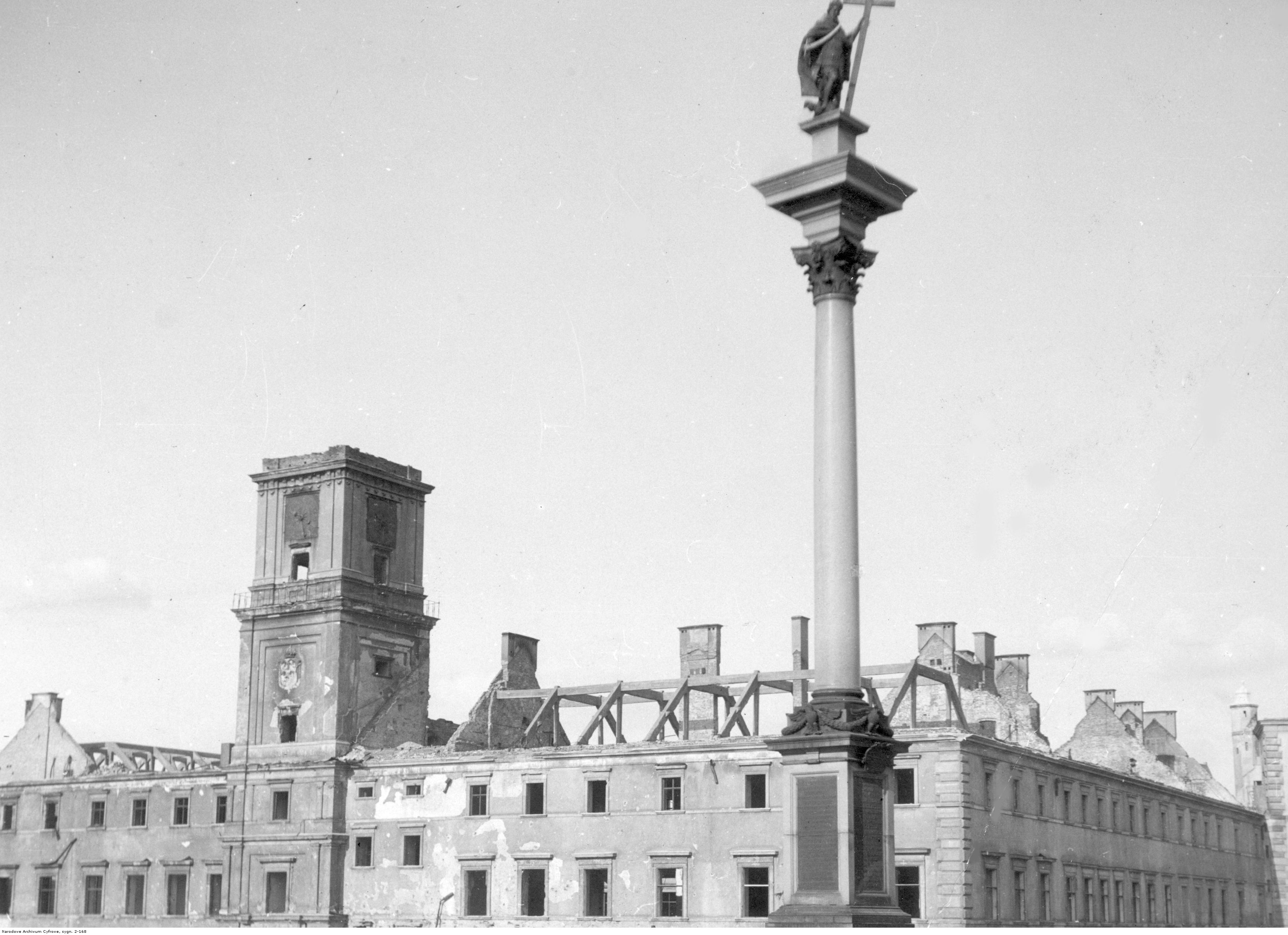
Zdjęcie przedstawiające górną część zniszczonego Zamku Królewskiego (1939)
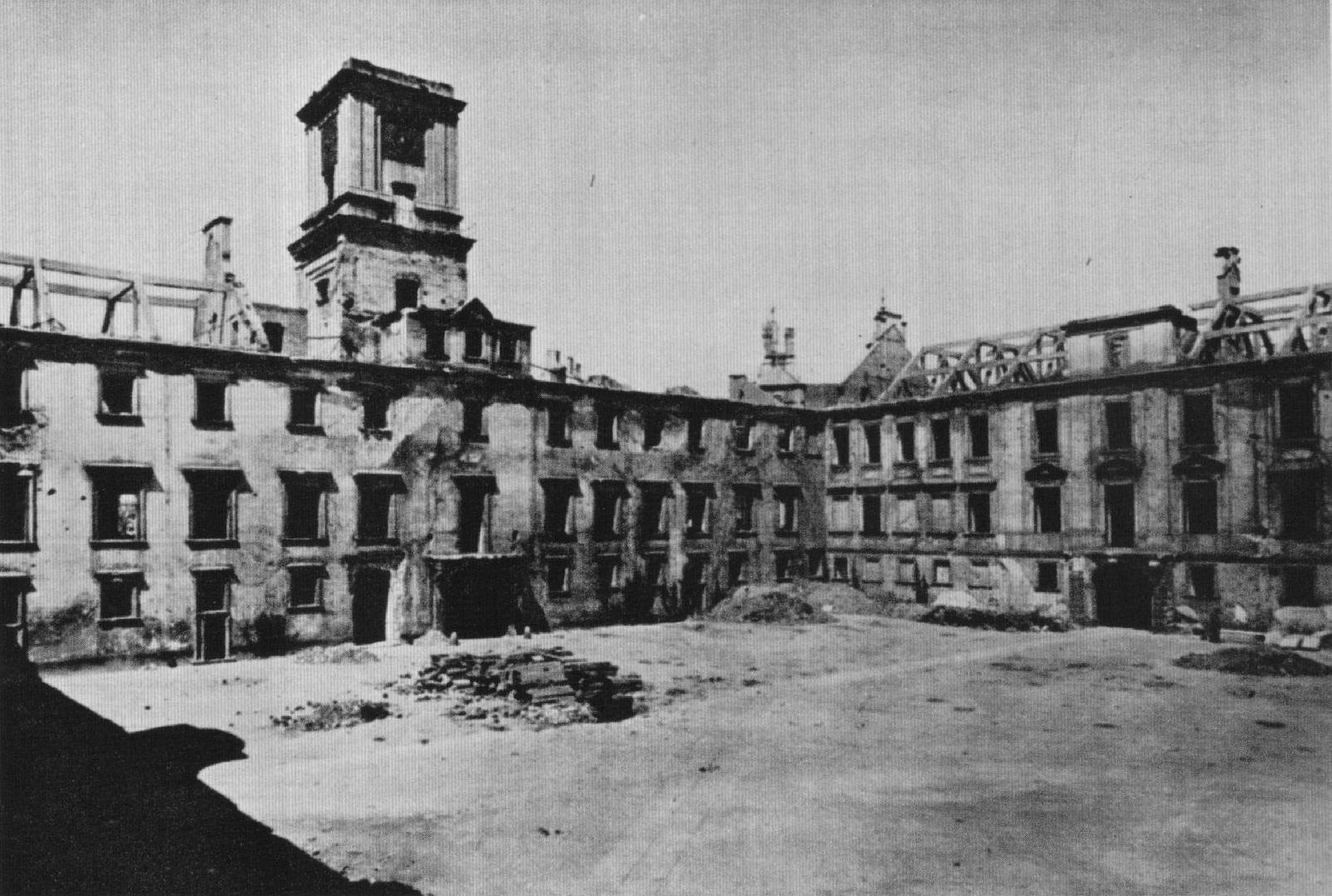
Zamek Królewski bez dachu, celowo niezabezpieczony przez Niemców, aby przyspieszyć proces dewastacji (1941)
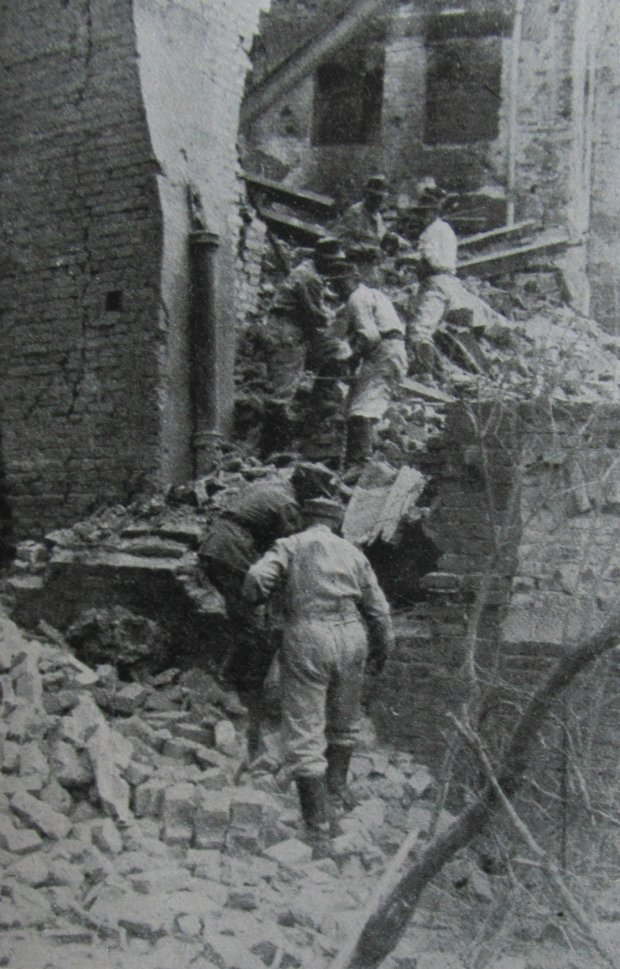
Niemieckie przygotowania do wysadzenia pozostałości po Zamku (8 września 1944)
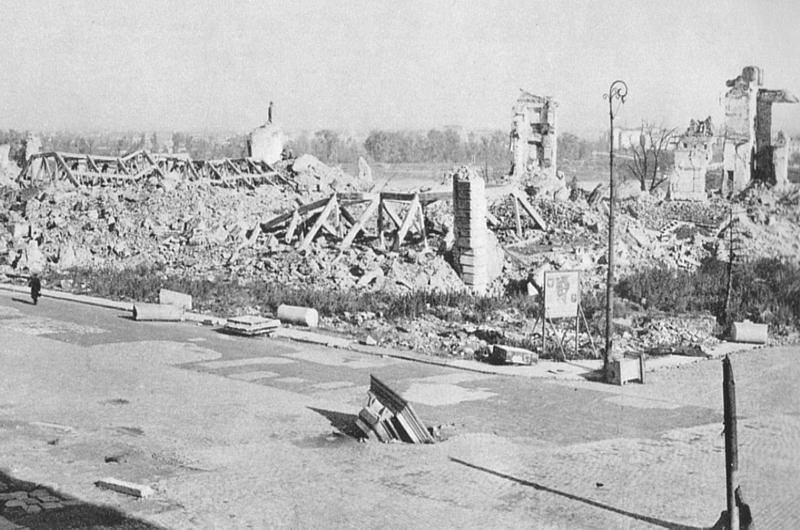
Ruiny Zamku Królewskiego, widok od strony placu Zamkowego, na bruku rozbita kolumna Zygmunta (1945)

Po zniszczeniach z 1944 zachowały się tylko przyziemia (piwnice), dolna partia Wieży Grodzkiej, budynek Biblioteki Królewskiej i Arkady Kubickiego. W 1947 w celu zabezpieczenia terenu przed przejęciem terenu Zamku pod Trasę W-Z w murze wzniesionym do wysokości parteru odbudowano Bramę Grodzką, wykorzystując do tego zdemontowane elementy kamienne przechowywane w czasie wojny w Muzeum Narodowym. Zabezpieczono wtedy przed zniszczeniem także Okno Żeromskiego. 2 lipca 1949 Sejm Ustawodawczy jednogłośnie podjął uchwałę o odbudowie Zamku Królewskiego. Nie miała ona jednak szans na realizację z uwagi na ograniczenia finansowe i priorytety, jakie ustaliły władze komunistyczne. Zarządzeniem Ministra Budownictwa z 7 czerwca 1950 utworzono przedsiębiorstwo państwowe pod nazwą Dyrekcja Odbudowy Zamku Warszawskiego. W 1956 roku w strukturze Przedsiębiorstwa Państwowego „Pracownie Konserwacji Zabytków” (PP „PKZ”) zorganizowano Pracownię Projektową „Zamek”, której zadaniem było przygotowanie projektów odbudowy gmachu. Jej pracami kierował Jan Bogusławski. Na początku 1961 roku działalność pracowni została jednak wstrzymana. W 1964 roku uporządkowano teren otaczający Zamek. Zewnętrzne mury podmurowano do wysokości 1 metra, a na dawnym dziedzińcu ustawiono ławki.

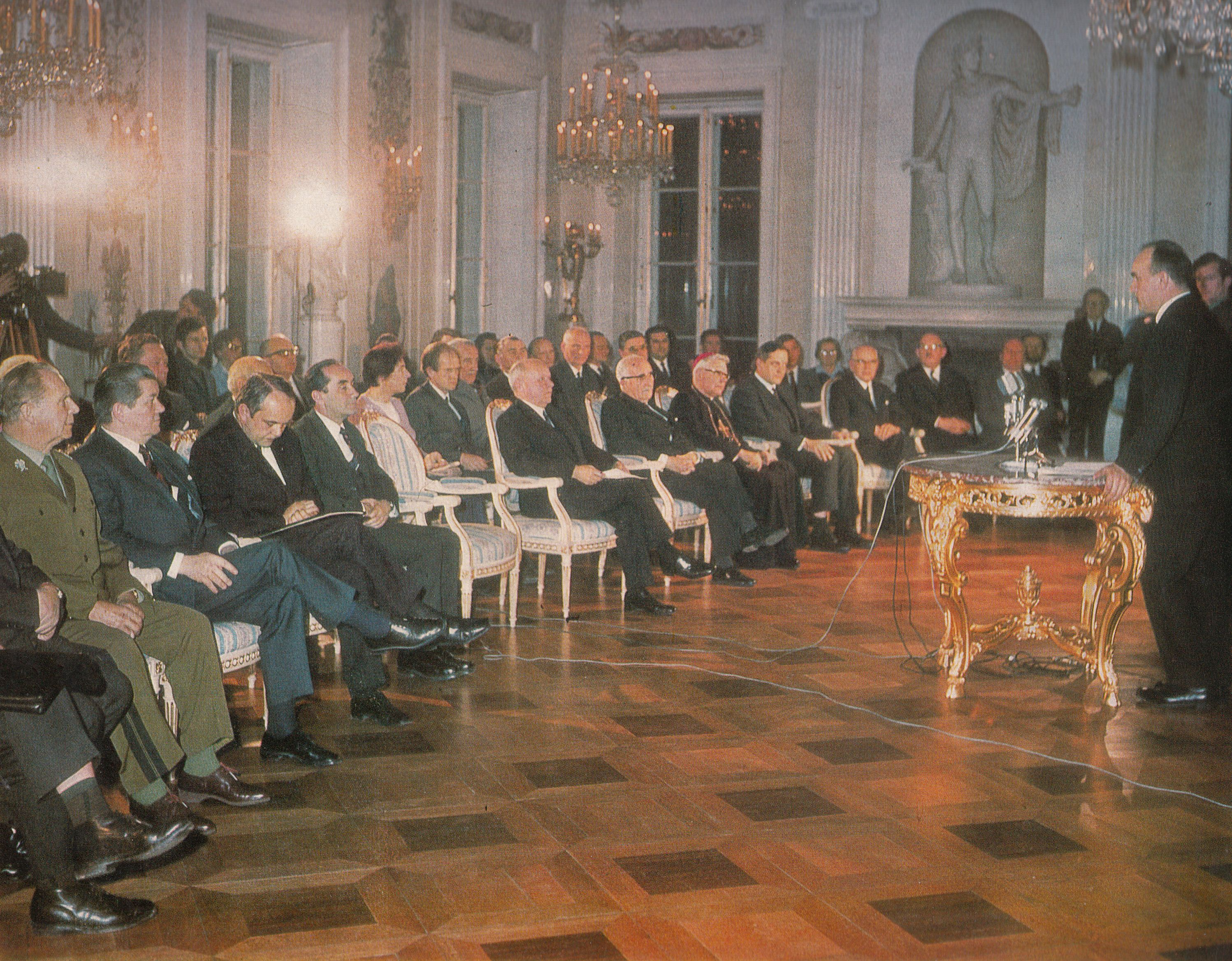
Inauguracyjne posiedzenie Obywatelskiego Komitetu Odbudowy Zamku Królewskiego w Warszawie. Sala Balowa pałacu Na Wyspie w Łazienkach Królewskich, 26 stycznia 1971

19 stycznia 1971 na wniosek Edwarda Gierka Biuro Polityczne KC PZPR podjęło decyzję o rekonstrukcji Zamku. 20 stycznia w czasie spotkania w Domu Partii Edward Gierek oficjalnie poinformował o tym przedstawicieli środowisk twórczych. 26 stycznia tego roku w pałacu Na Wyspie odbyło się inauguracyjne posiedzenie Obywatelskiego Komitetu Odbudowy Zamku Królewskiego w Warszawie, na czele którego stanął szef stołecznego PZPR Józef Kępa, a wiceprzewodniczącym został zasłużony muzealnik prof. Stanisław Lorentz. Prace budowlane prowadził przewodniczący Komisji Architektoniczno-Konserwatorskiej prof. Jan Zachwatowicz, były one wykonywane w PP „PKZ” według projektu Jana Bogusławskiego wraz z zespołem (wnętrza: Mieczysław Samborski, Irena Oborska). Projektanci mieli za zadanie odtworzyć bryłę gmachu i układ przestrzenny jego wnętrz w obrysie i gabarytach z 1939 roku, wmontować wszystkie zachowane elementy w ich dawne miejsca oraz odtworzyć na podstawie przekazów ikonograficznych te części Zamku, które uległy zatarciu w wyniku przebudów.
Po zakończeniu prac zabezpieczających odbudowę Zamku rozpoczęto od skrzydła gotyckiego, dobrze widocznego od strony trasy W-Z. W lutym 1973 roku zakończono budowę ścian skrzydeł: gotyckiego, południowego i zachodniego, i zamontowano konstrukcję dachu.
Zgodnie z postulatem Stanisława Lorentza prace były finansowane głównie ze składek społecznych. Wynikało to z jego przekonania, że symbol polskiej suwerenności powinien zostać odbudowany przez samych Polaków.

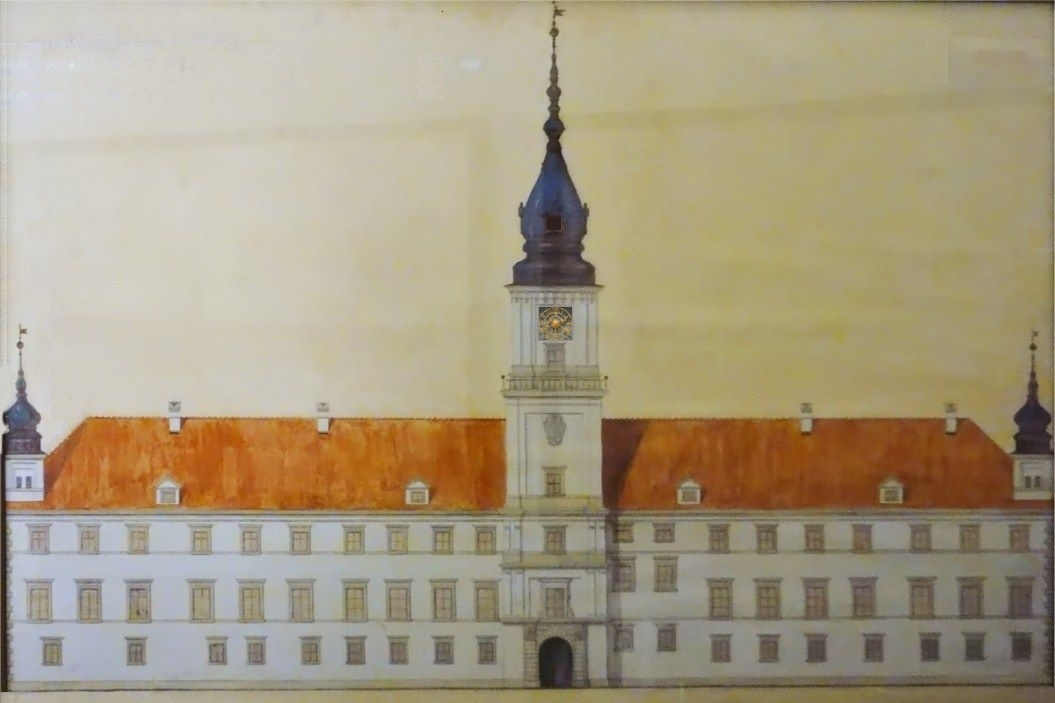
Projekt odbudowy Zamku Królewskiego w Warszawie z lat 70. XX wieku

W kwietniu 1974 przebywający z oficjalną wizytą w Polsce premier Szwecji Olof Palme ofiarował Zamkowi tzw. rolkę sztokholmską. 19 lipca 1974 roku przekazano gmach w stanie surowym.

Zachowane autentyczne elementy wnętrz były wykorzystywane jako wzory do odtworzenia tych brakujących, a następnie same były również umieszczane w odtwarzanych pomieszczeniach. Szczególną historię ma odbudowany w czynie społecznym zegar na wieży Zygmuntowskiej. Zegar zbudował zespół członków stołecznego Cechu Złotników, Zegarmistrzów, Optyków, Grawerów i Brązowników. Mechanizm składał się z 1700 detali. 26 i 27 czerwca 1974 na wieży zostały zamontowane cztery tarcze zegara, 6 lipca zostały zamontowane dzwony zegarowe, oraz mechanizm zegara. Swoją pracę, jako pierwsze w Zamku Królewskim działające urządzenie rozpoczął on w dniu 19 lipca o godzinie 11:15 (o tej godzinie wskazówki zegara zatrzymały się 17 września 1939).

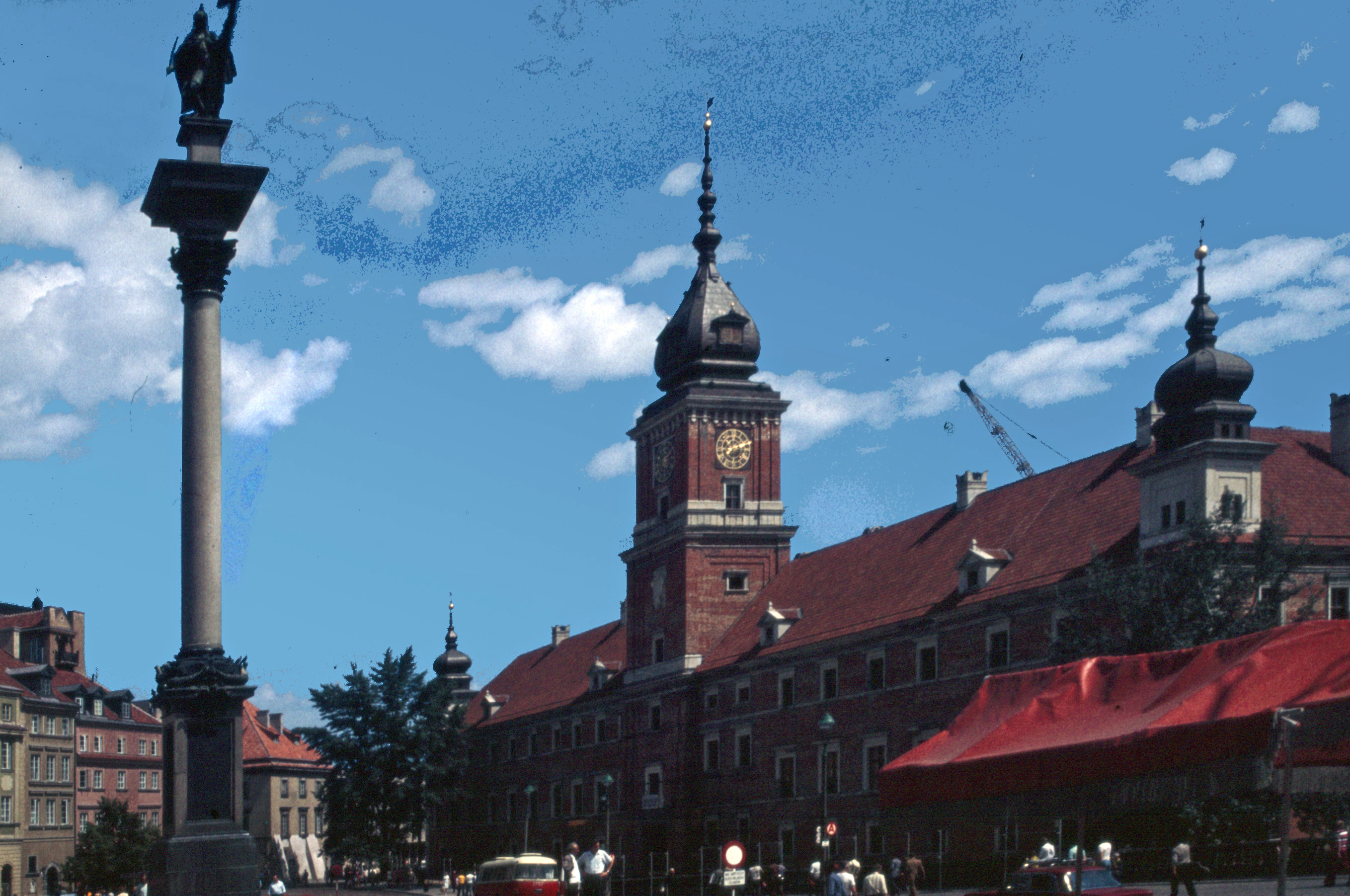
Zamek Królewski w czasie odbudowy w 1975. Widać brak tynku na fasadzie i biały tynk będący próbą kolorystyczną na wieżyczkach narożnych

W 1977 roku przekazano do eksploatacji pierwsze wnętrza. W 1979 roku utworzono muzeum Zamek Królewski w Warszawie – Pomnik Historii i Kultury Narodowej. W 1980 roku razem ze Starym Miastem odbudowany Zamek Królewski w Warszawie został wpisany na listę światowego dziedzictwa UNESCO.
31 sierpnia 1984 zakończono odbudowę gmachu i przekazano zamek społeczeństwu. W czasie uroczystości, w której wzięli udział przedstawiciele najwyższych władz państwowych z Henrykiem Jabłońskim i Wojciechem Jaruzelskim, do kaplicy zamkowej wniesiono urnę z sercem Tadeusza Kościuszki. Wyposażanie wnętrz (meble, obrazy, zbiory dzieł sztuki itp.) i prace wykończeniowe trwały do 1988. Dodatkowego wsparcia finansowego w odbudowie udzielił Społeczny Fundusz Odbudowy Stolicy.

### XXI wiek

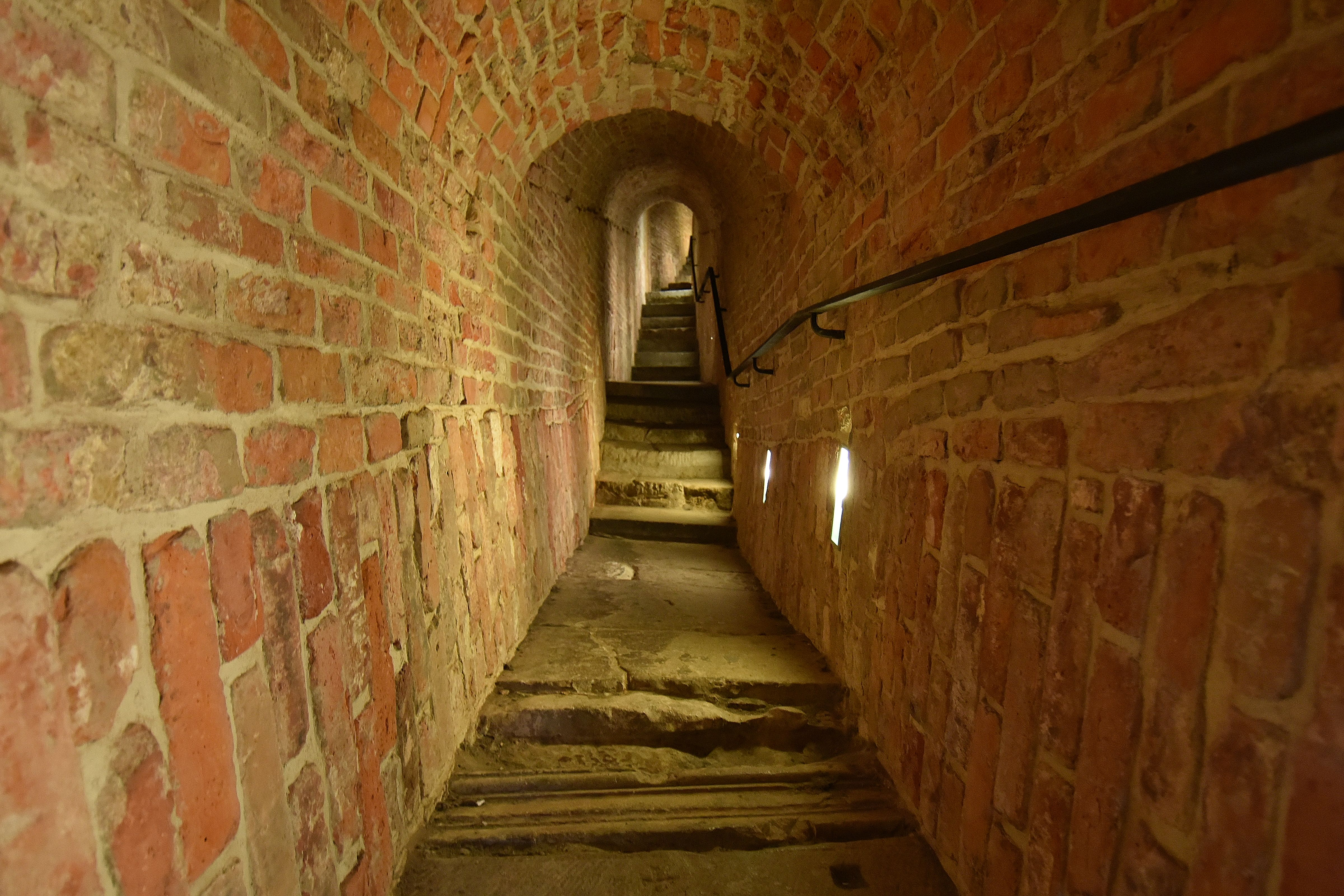
Tunel prowadzący do Arkad Kubickiego

W latach 2004–2008 przeprowadzono kompleksowy remont pałacu Pod Blachą (który w 1989 włączono do zespołu zamkowego), a w latach 1996–2009 remont Arkad Kubickiego (według projektu Stanisława Fiszera), które łączą średnie i dolne Ogrody Zamkowe. W 2009 konserwator zabytków podjął decyzję o przywróceniu oryginalnego koloru wschodniej elewacji saskiej (tj. elewacji od strony Wisły); prace rewaloryzacyjne przeprowadzono w latach 2012–2013.
Od 2008 codziennie o 11.15 z Wieży Zegarowej zamku na trzy strony świata jest grany hejnał warszawski.
Zamek pełni funkcję muzeum i podlega bezpośrednio Ministerstwu Kultury i Dziedzictwa Narodowego. Od 2014 muzeum nosi nazwę Zamek Królewski w Warszawie – Muzeum. Rezydencja Królów i Rzeczypospolitej.

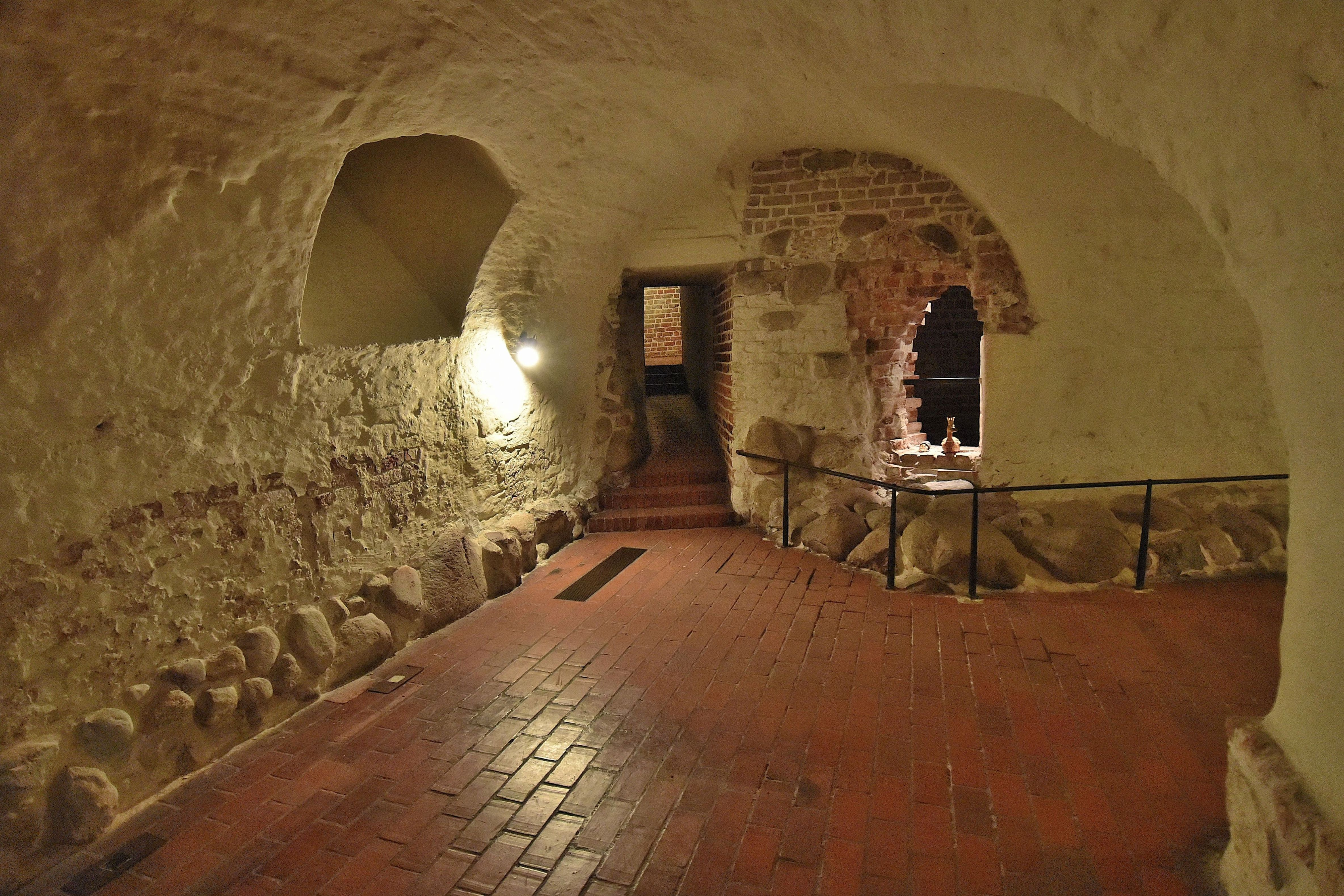
Piwnica Studzienna. Widoczne są otwór przebity do średniowiecznej studni oraz przejście do Piwnicy Więziennej w Wieży Grodzkiej z poł. XIV wieku – najstarszej części zamku

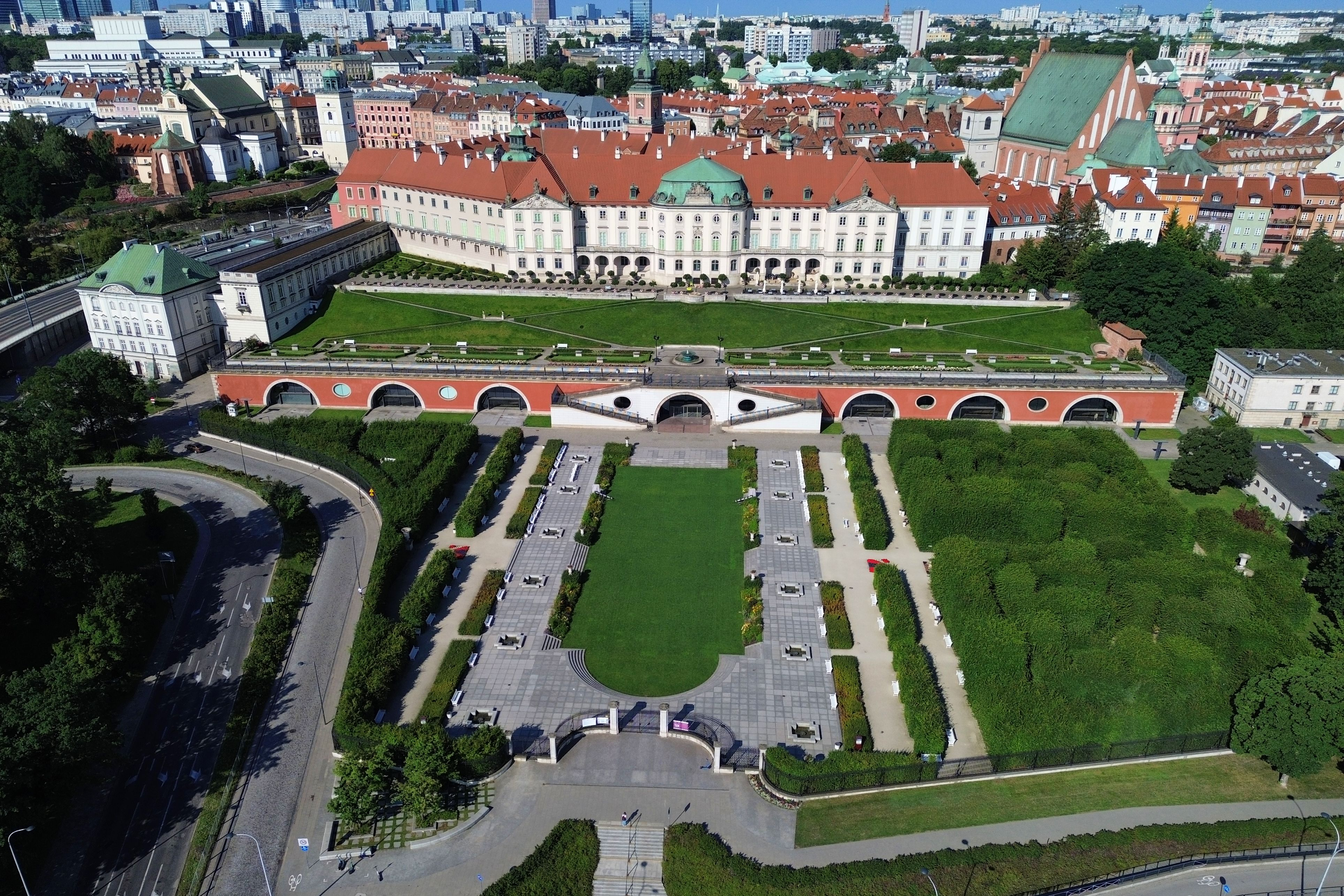
Zamek od strony zrekonstruowanych Ogrodów Zamkowych

Na Zamku Królewskim przyjmowane są również oficjalne wizyty i organizowane spotkania państwowe. Każdego roku Zamek Królewski w Warszawie zwiedza 500 tys. osób.
W latach 2017–2019 zrekonstruowano i otwarto dla zwiedzających dolny ogród zamkowy.
Muzeum jest członkiem Stowarzyszenia Europejskich Rezydencji Królewskich (Association of European Royal Residences).

## Ważniejsze wydarzenia historyczne
- Na Sejmie warszawskim, 29 października 1611 w starej Sali Senatorskiej zamku, pojmany przez hetmana Stanisława Żółkiewskiego car Rosji Wasyl IV Szujski złożył hołd królowi polskiemu Zygmuntowi III Wazie.
- 6 października 1641 na dziedzińcu zamkowym margrabia brandenburski, elektor Fryderyk Wilhelm Hohenzollern (Wielki Elektor), złożył hołd lenny Władysławowi IV Wazie.
- W Sali Senatorskiej 3 maja 1791 Sejm Czteroletni uchwalił Konstytucję.
- W Sali Senatorskiej 24 maja 1829 odbyła się koronacja królewska cara Mikołaja I Romanowa i jego żony.
- W czasie powstania listopadowego, 25 stycznia 1831, obradujący na zamku Sejm zdetronizował króla Mikołaja I Romanowa.
- W Sali Wielkiej 5 listopada 1916 roku został ogłoszony tzw. Akt 5 listopada.
- W Sali Rycerskiej 23 kwietnia 1935 roku odbyła się uroczystość podpisania Konstytucji kwietniowej.
- W Sali Wielkiej 22 grudnia 1990 prezydent RP na uchodźstwie Ryszard Kaczorowski przekazał Insygnia Prezydenta Rzeczypospolitej Polskiej pierwszemu polskiemu prezydentowi wybranemu po II wojnie światowej w wolnych wyborach, Lechowi Wałęsie.[75]
- W Sali Wielkiej 23 grudnia 2005 odbyła się uroczystość Inwestytury Prezydenta RP Lecha Kaczyńskiego na Wielkiego Mistrza Orderu Orła Białego i Orderu Odrodzenia Polski.[76]
- W Sali Wielkiej 6 sierpnia 2010 odbyła się uroczystość Inwestytury Prezydenta RP Bronisława Komorowskiego na Wielkiego Mistrza Orderu Orła Białego i Orderu Odrodzenia Polski.[77]
- W Sali Wielkiej 6 sierpnia 2015 odbyła się uroczystość Inwestytury Prezydenta RP Andrzeja Dudy na Wielkiego Mistrza Orderu Orła Białego i Orderu Odrodzenia Polski.[78]
- W Sali Wielkiej 6 sierpnia 2020 odbyła się uroczystość ponownej Inwestytury Prezydenta RP Andrzeja Dudy na Wielkiego Mistrza Orderu Orła Białego i Orderu Odrodzenia Polski.[79]

## Historyczne przedmioty
W Kaplicy Małej Zamku Królewskiego w Warszawie przechowywane są insygnia królewskie Stanisława Augusta Poniatowskiego: Łańcuch Orderu Orła Białego, miecz ceremonialny Orderu św. Stanisława oraz berło z akwamarynu. W kaplicy znajduje się także urna z sercem Tadeusza Kościuszki.
Na Zamku Królewskim w Warszawie przechowywane są insygnia władzy Prezydenta RP: tłoki pieczętne Prezydenta Rzeczypospolitej, Chorągiew Rzeczypospolitej oraz dokumenty państwowe, które 22 grudnia 1990 roku Ryszard Kaczorowski przekazał Lechowi Wałęsie.
W 1978 roku francuski polityk François Mitterrand przekazał w darze dla Zamku Królewskiego zabytkowy kredens i wazon z XVIII wieku. Wtedy także rząd włoski przekazał w darze marmury do odbudowy Pokoju Marmurowego. W 1994 roku hrabina Karolina Lanckorońska przekazała 37 obrazów do Zamku Królewskiego. Kolekcja zawiera dwa obrazy (portrety) Rembrandta: Uczony przy pulpicie i Dziewczyna w ramie obrazu, oba obrazy znajdowały się pierwotnie w kolekcji Stanisława Augusta Poniatowskiego.
W grudniu 2018 roku w depozyt Zamku zostały złożone skrzypce, które wykonał Antonio Stradivari; to pierwszy w powojennej Polsce taki instrument, powstał w 1685 roku i otrzymał imię „Polonia” – przywilej gry na tych skrzypcach ma Janusz Wawrowski.
Także w grudniu 2018 roku na Zamek Królewski trafił obraz, który namalował Marcello Bacciarelli „Portret Jerzego Mniszcha z córką Elżbietą i Kiopkiem” z 1795 r., który dotychczas uważany był za zaginiony.

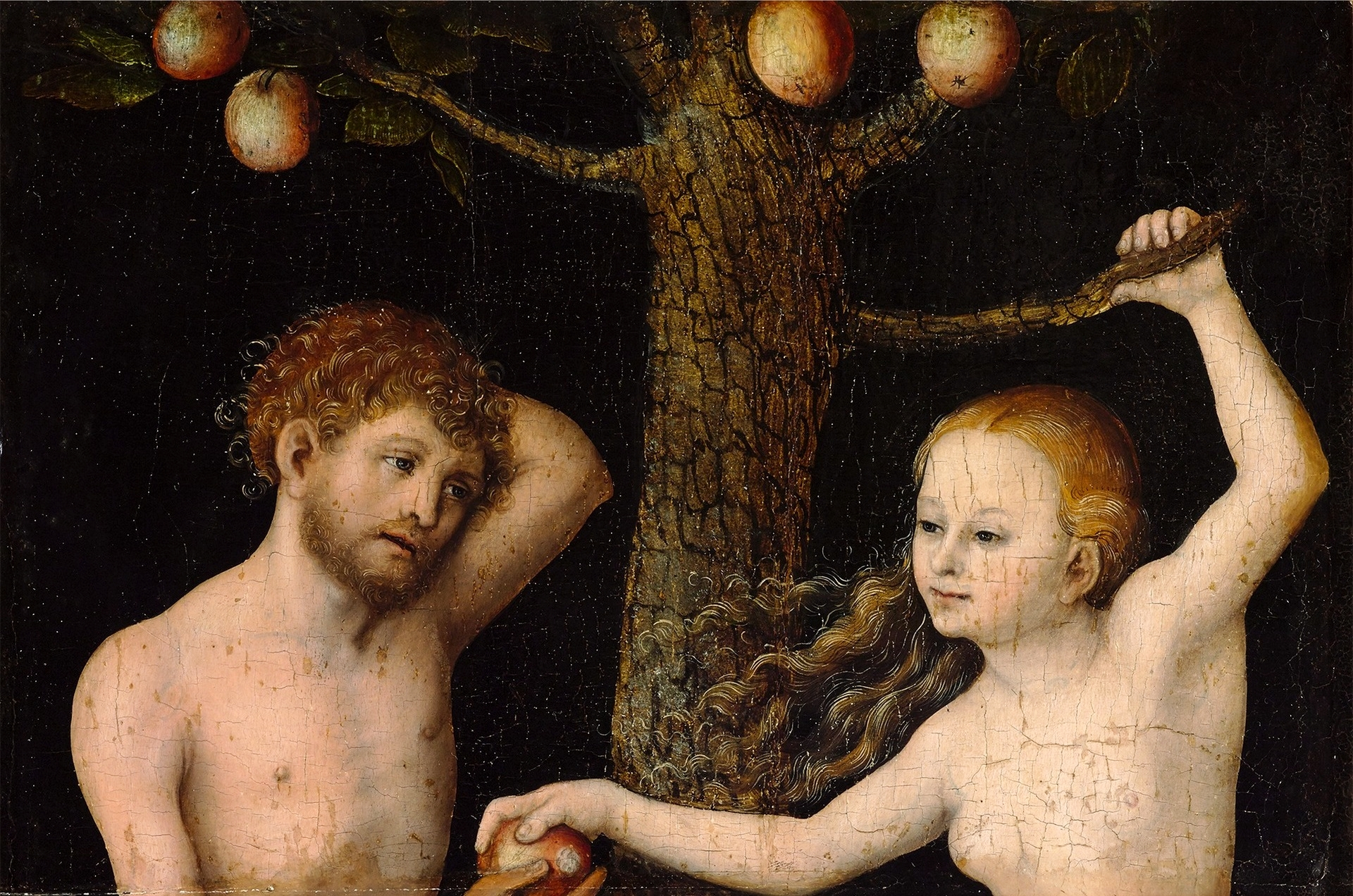
Lucas Cranach starszy, Adam i Ewa (1525-1530)
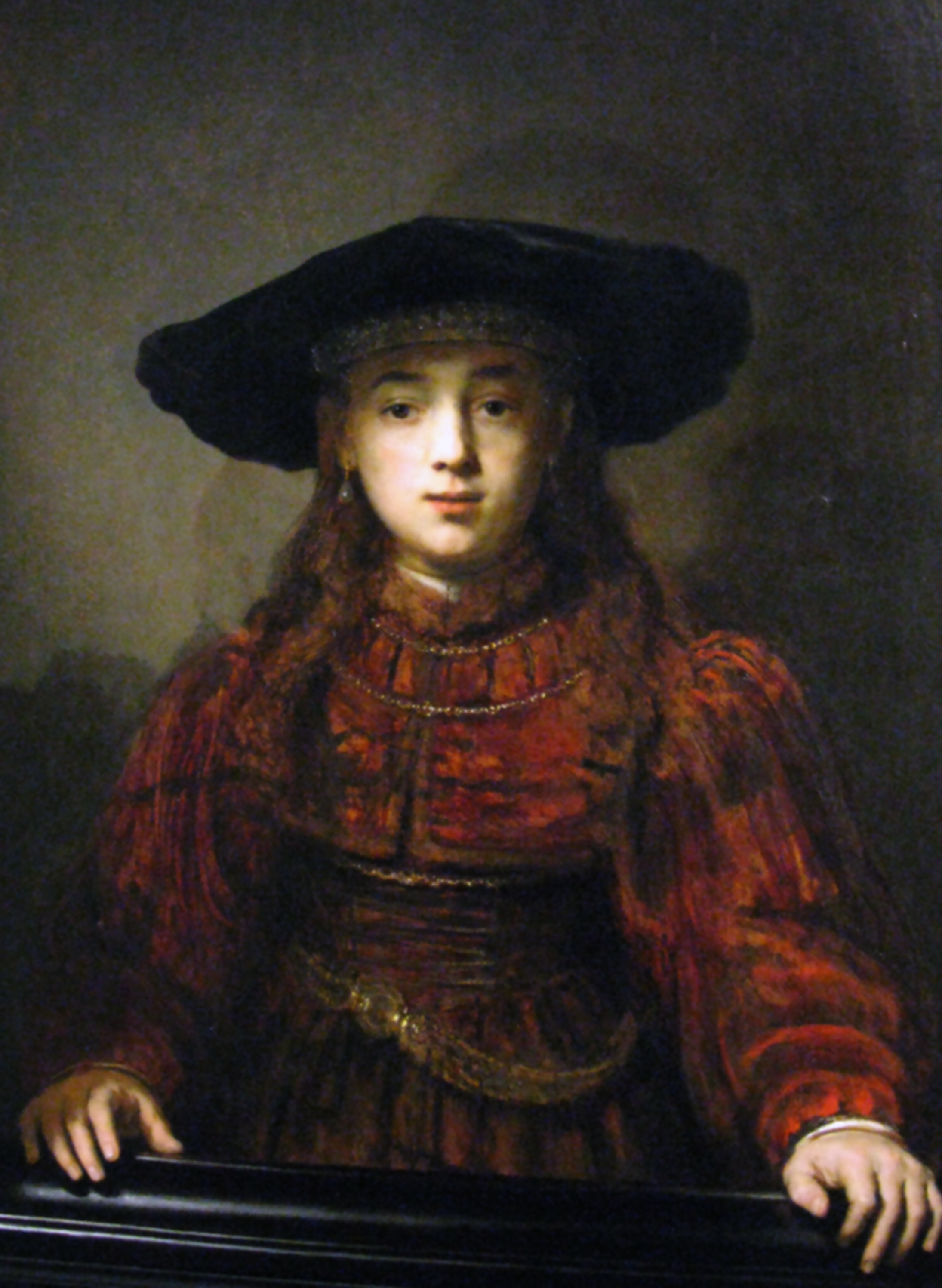
Rembrandt, Dziewczyna w ramie obrazu (1641)
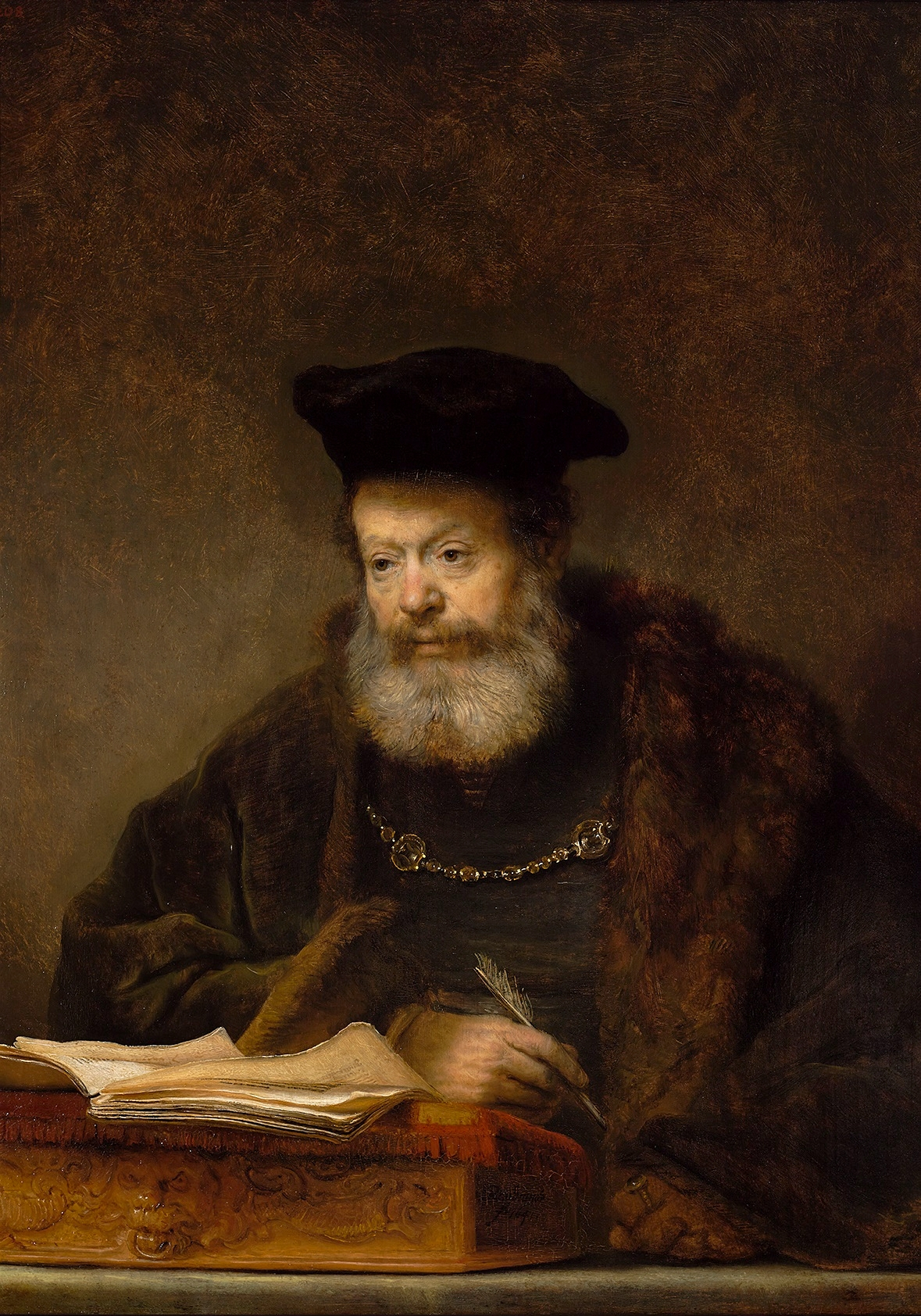
Rembrandt, Uczony przy pulpicie (1641)
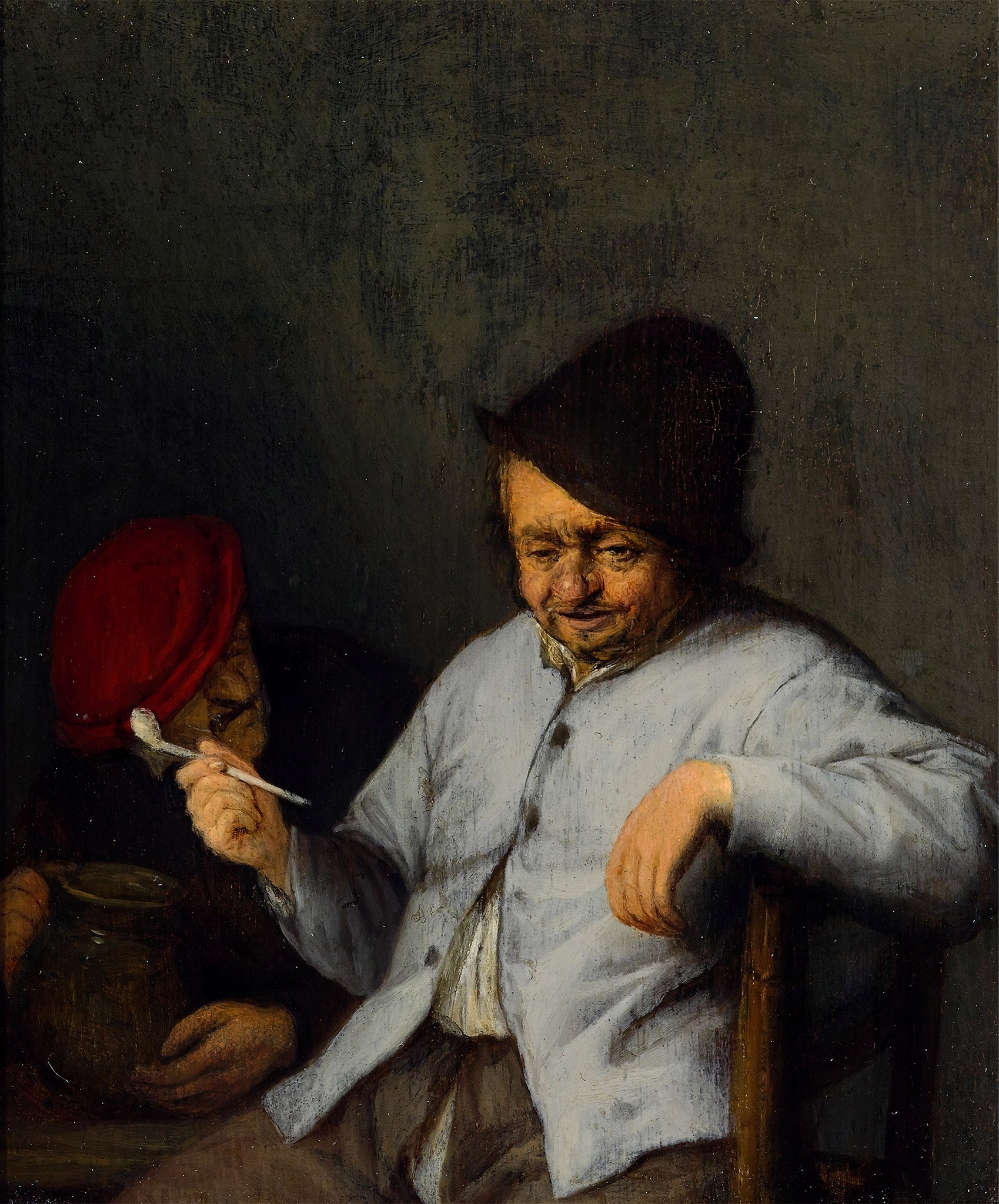
Adriaen van Ostade, Palacz i pijak (1654)
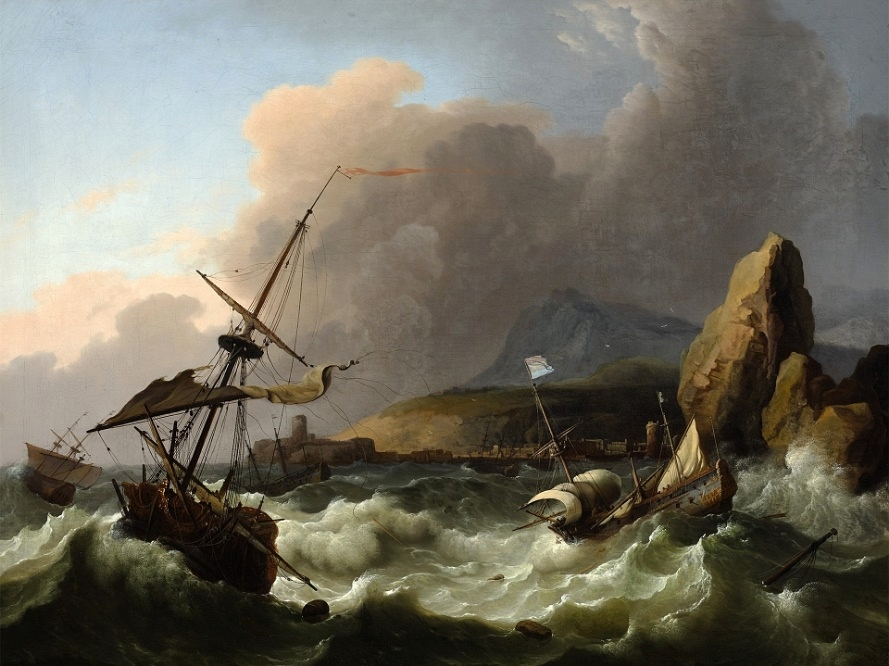
Ludolf Backhuysen, Sztorm na morzu (1702)
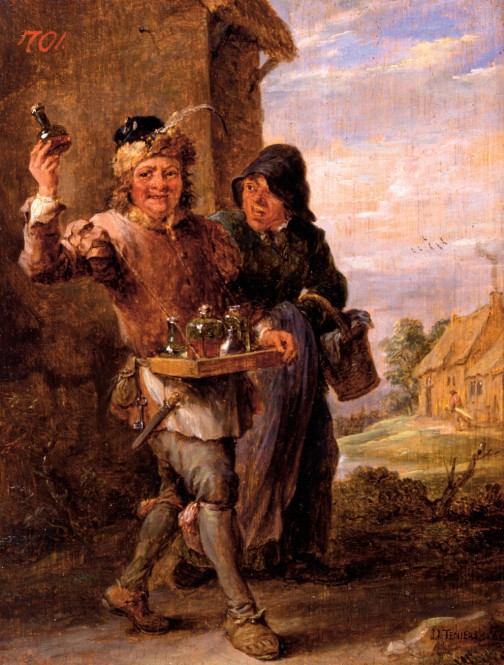
David Teniers mł., Wiejski doktor (poł. XVII w.)

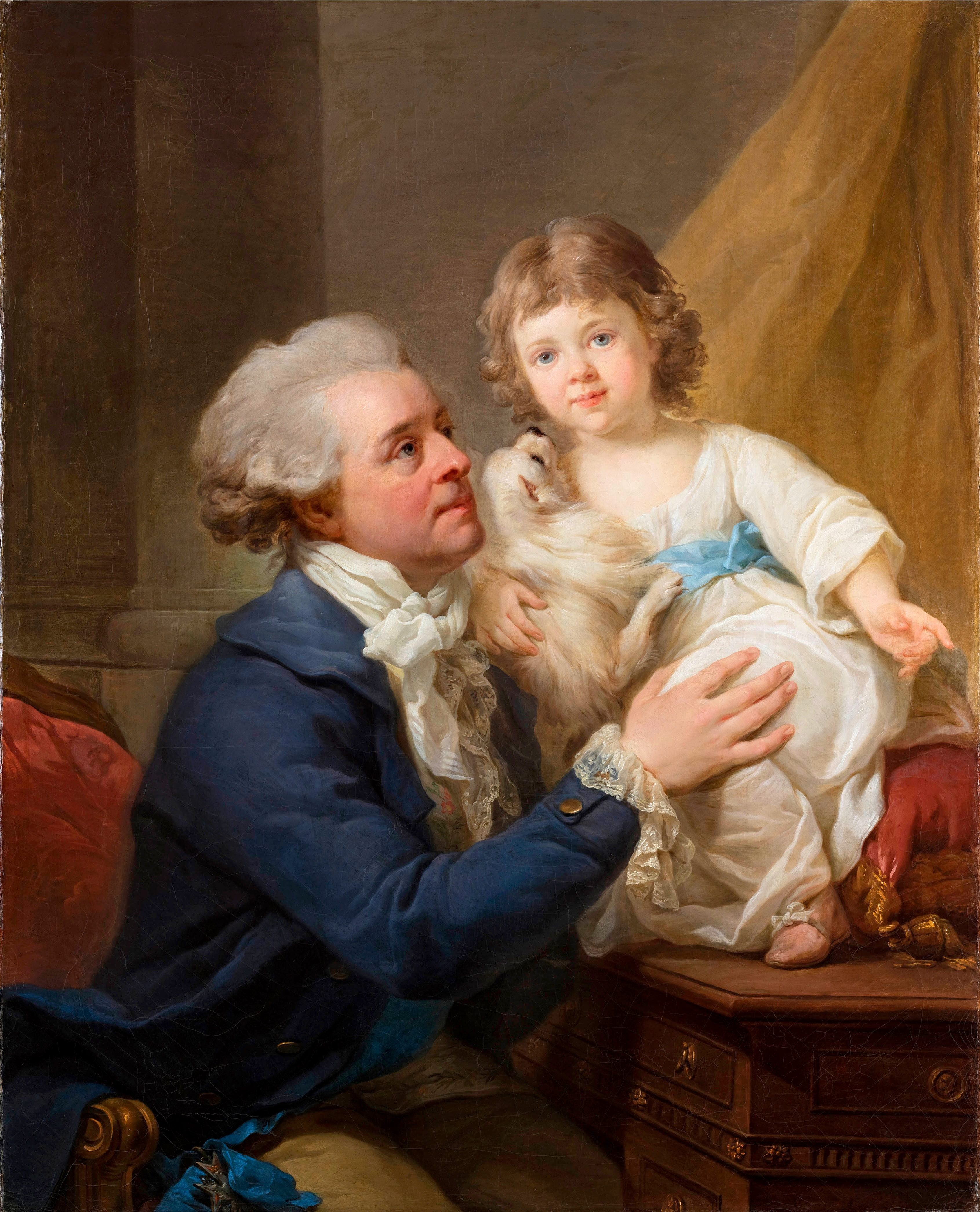
Marcello Bacciarelli, Portret Michała Jerzego Mniszcha z córką Elżbietą i psem Kiopkiem (1795)
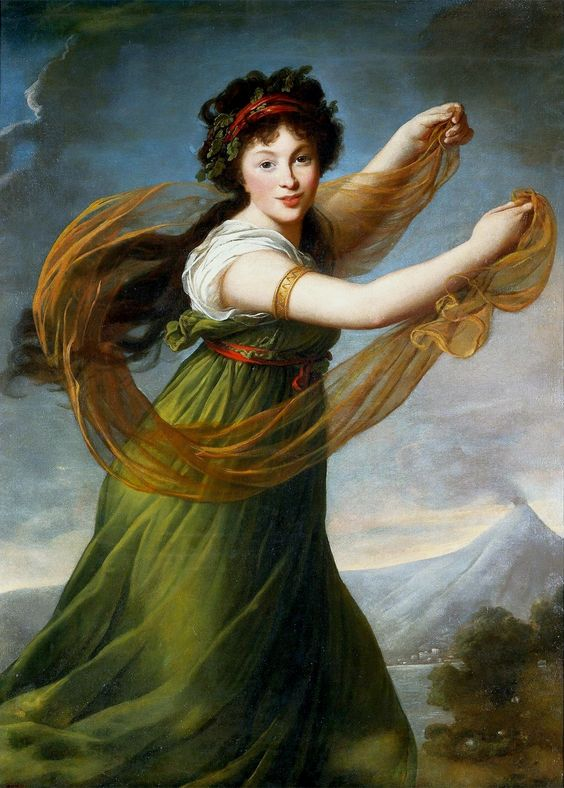
Élisabeth Vigée-Lebrun, Pelagia z Potockich Sapieżyna (1794)
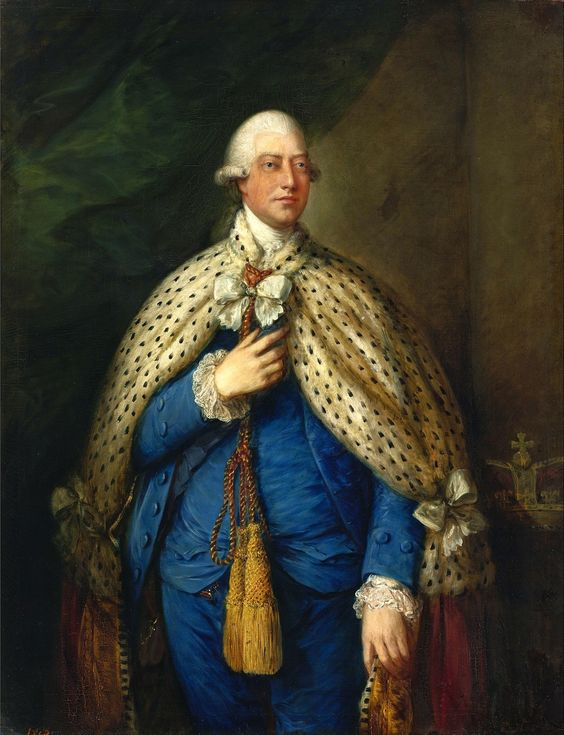
Thomas Gainsborough, Portret Jerzego III Hanowerskiego w szatach parlamentarnych (1785)
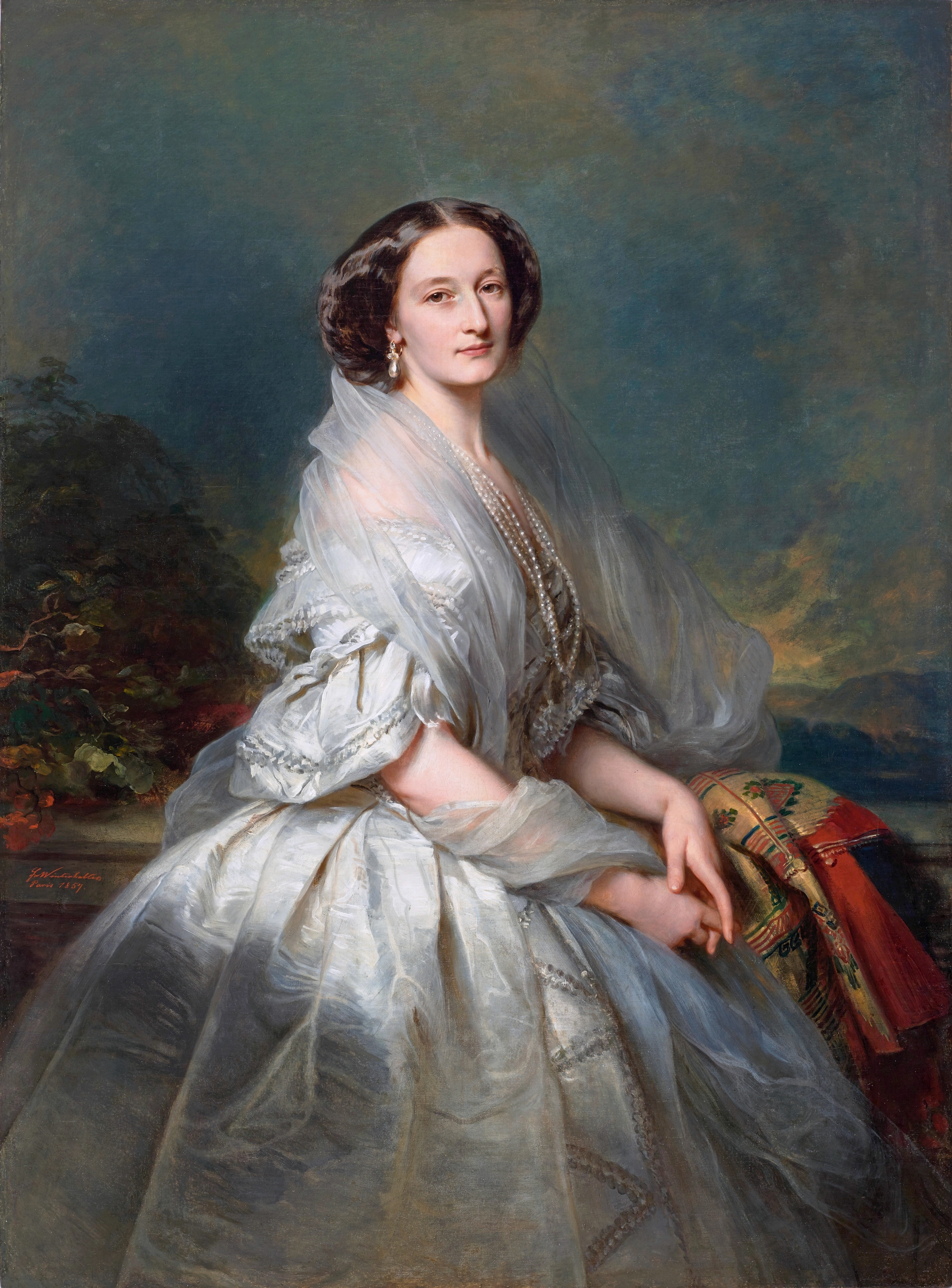
Franz Xaver Winterhalter, Portret Elizy Franciszki z Branickich Krasińskiej (1857)
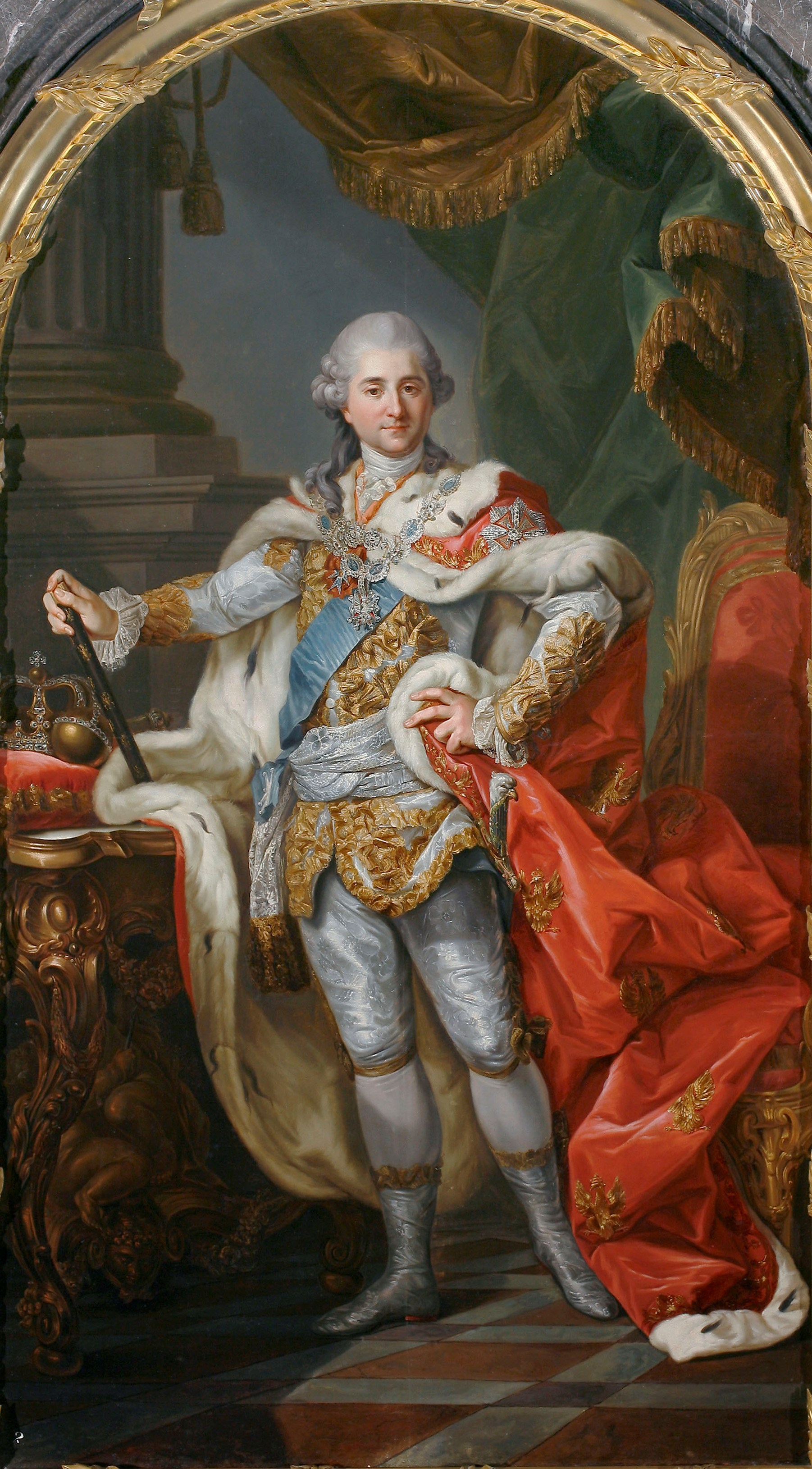
Marcello Bacciarelli, Portret Stanisława Augusta Poniatowskiego (1764)

## Nawiązania
W latach 80. XX wieku na wzór Zamku Królewskiego w Warszawie został przebudowany w chicagowskiej dzielnicy Jefferson Park gmach Gateway Theatre – siedziba Fundacji Kopernikowskiej.

## Upamiętnienie
7 listopada 2014 roku Narodowy Bank Polski wprowadził do obiegu monetę z serii „Odkryj Polskę” – Zamek Królewski w Warszawie o nominale 5 zł.

## Dyrektorzy Zamku Królewskiego
- 1979–1991 – Aleksander Gieysztor
- 1991–2015 – Andrzej Rottermund
- 2016–2017 – Przemysław Mrozowski (p.o. w 2016)[85]
- 2017–2024 – Wojciech Fałkowski
- od 2024 – Małgorzata Omilanowska-Kiljańczyk[86]

## Galeria

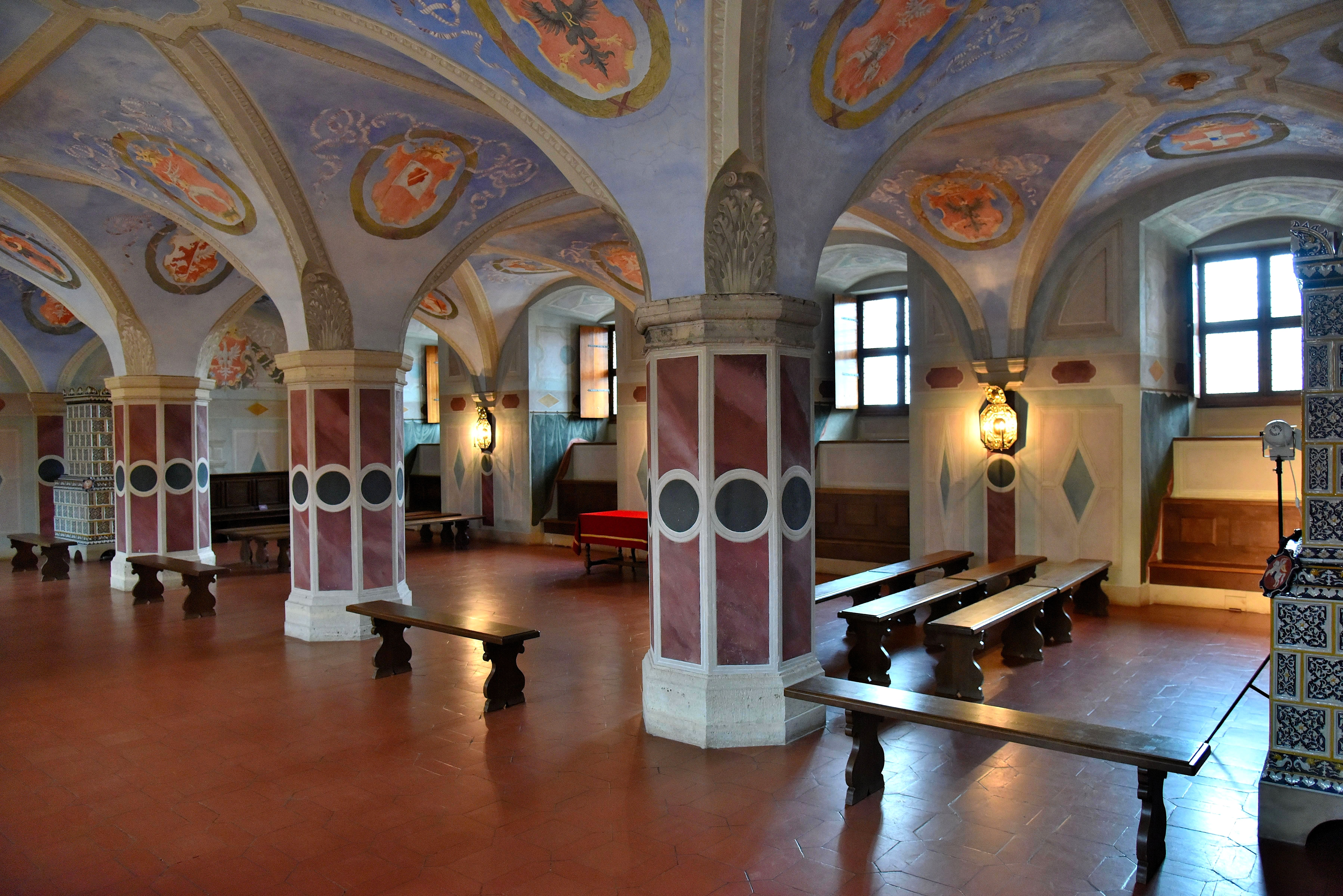
Dawna izba poselska
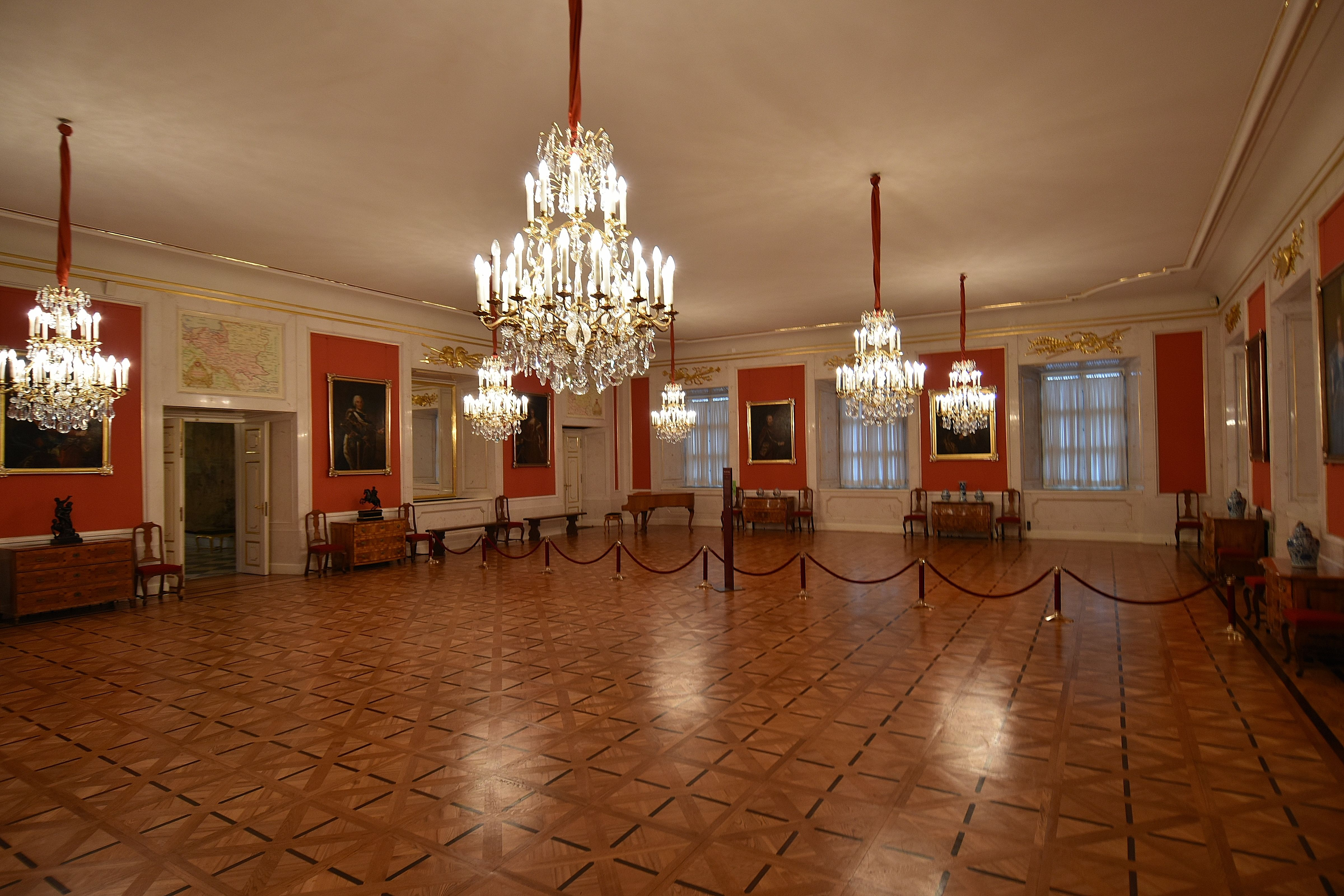
Nowa Izba Poselska
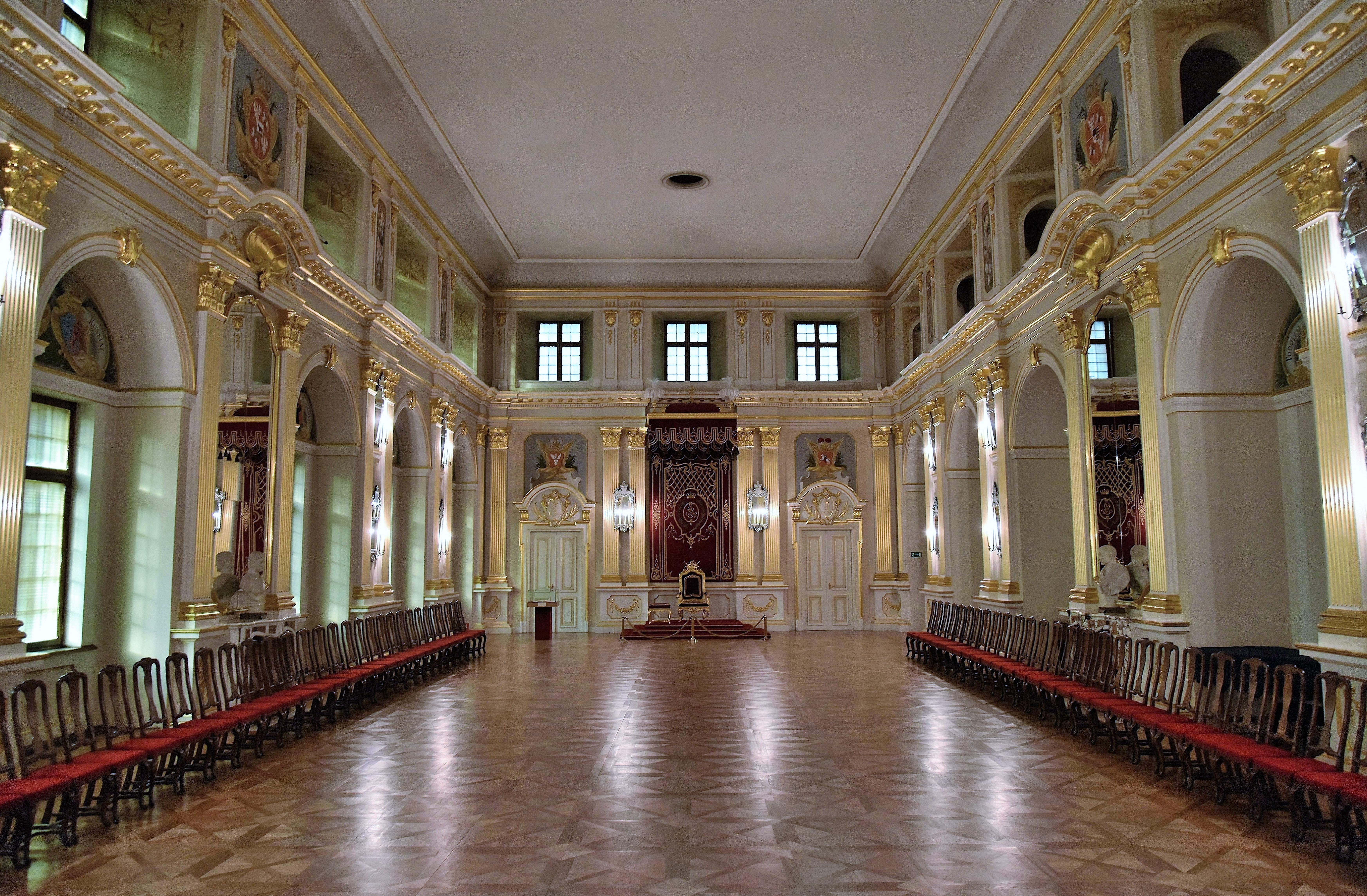
Sala senatorska
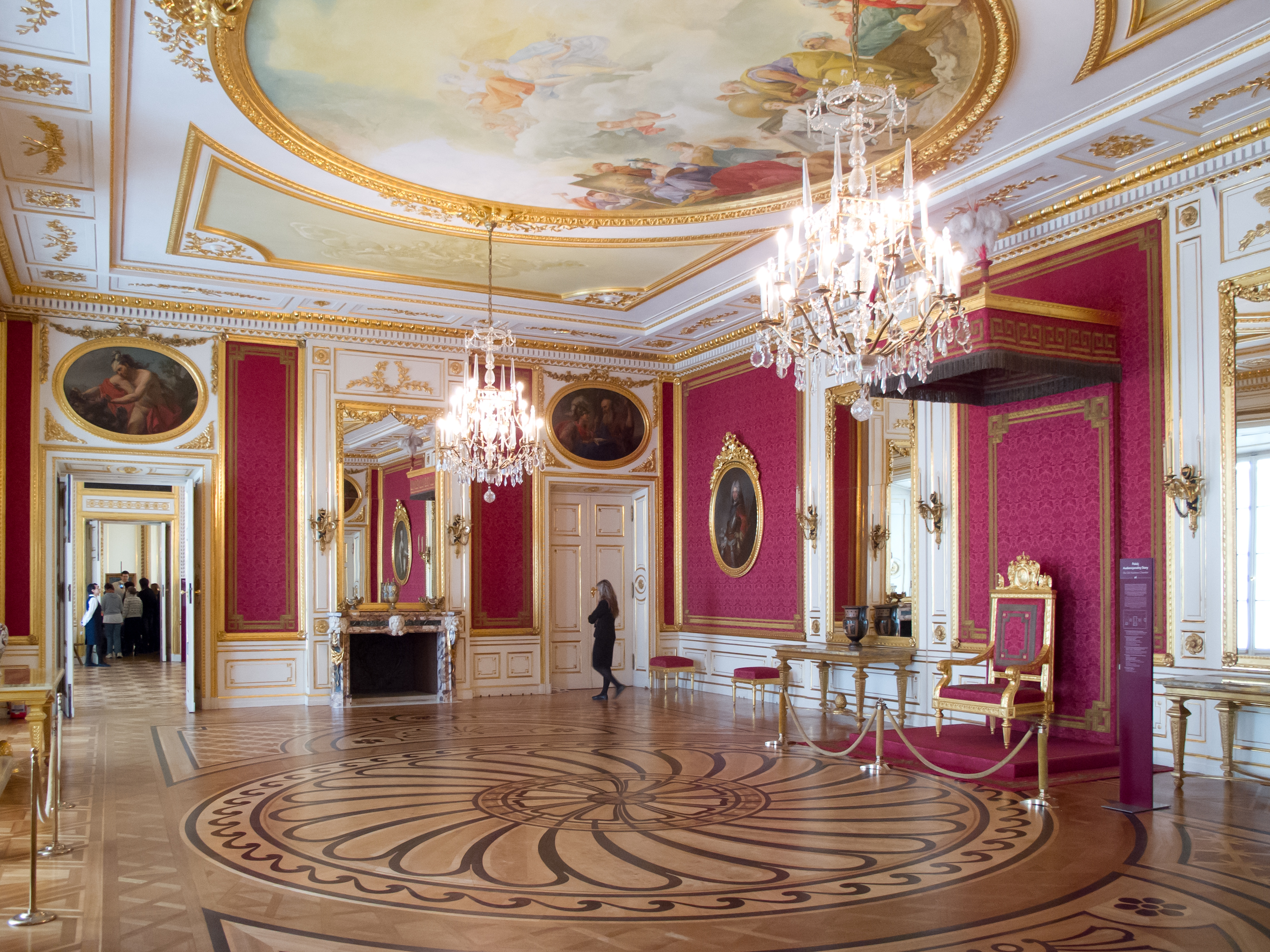
Stara Sala Audiencyjna
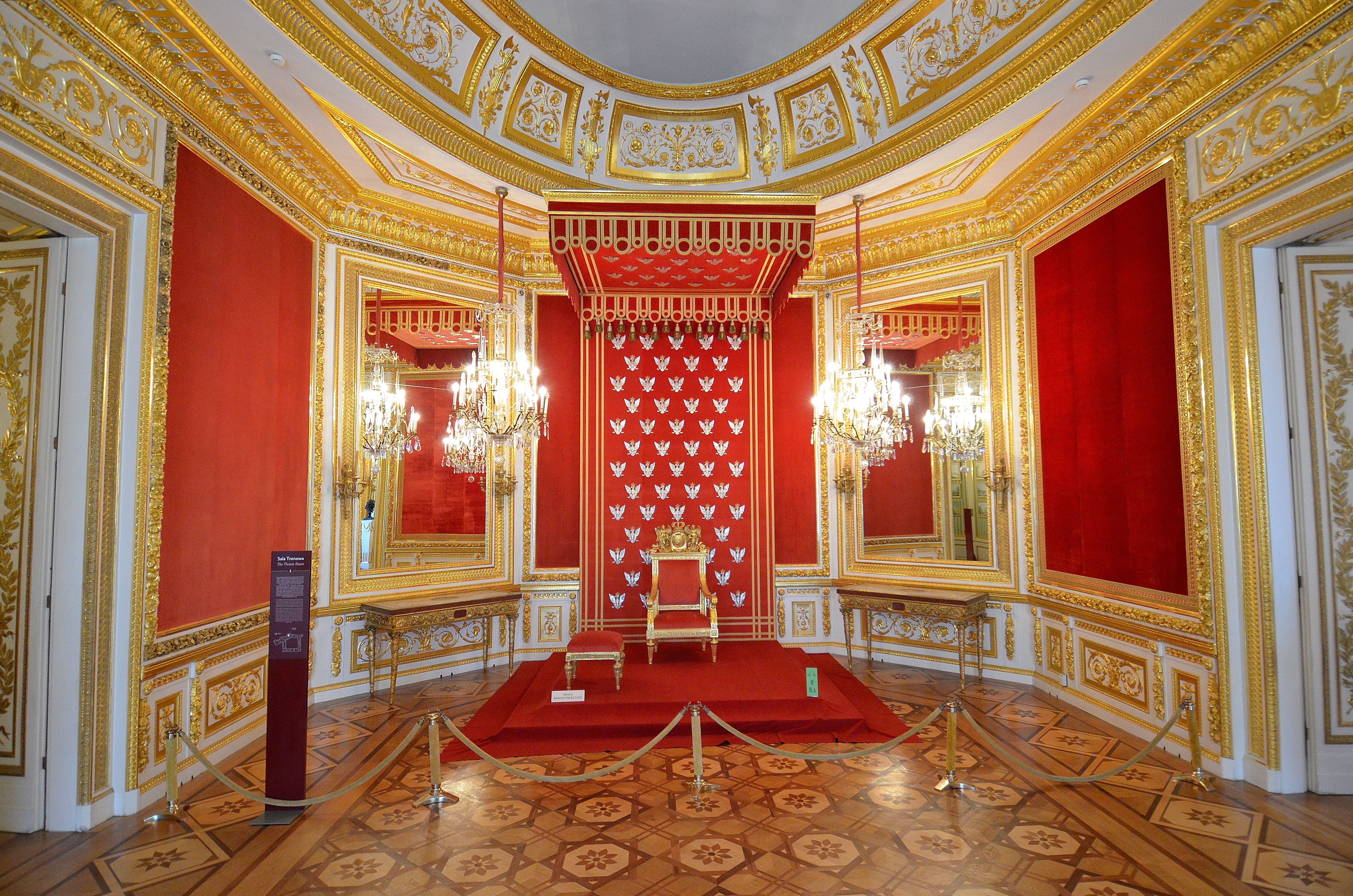
Sala Tronowa
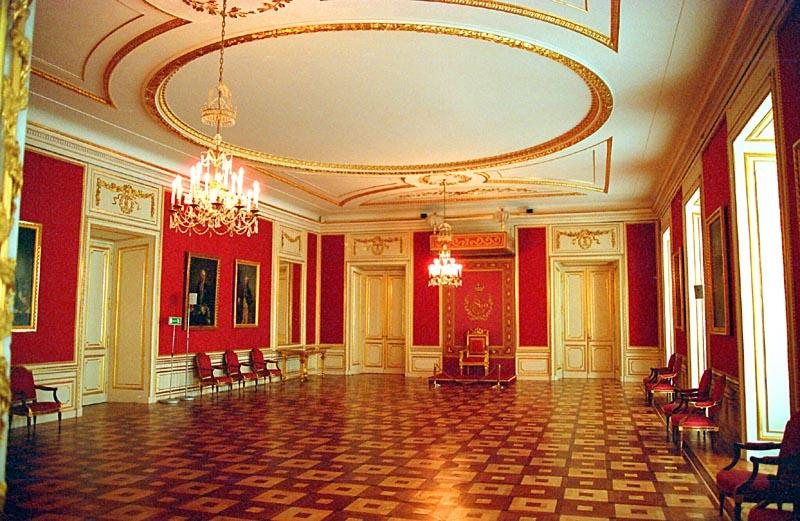
Sala Rady
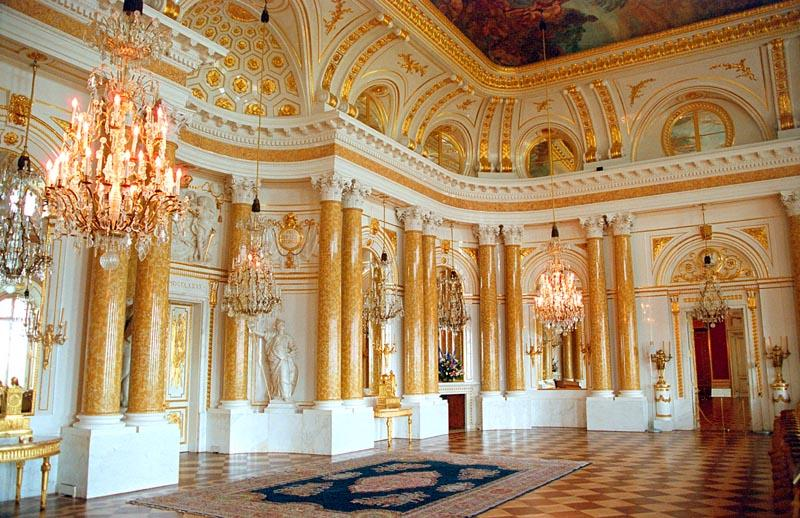
Sala Wielka (Balowa)
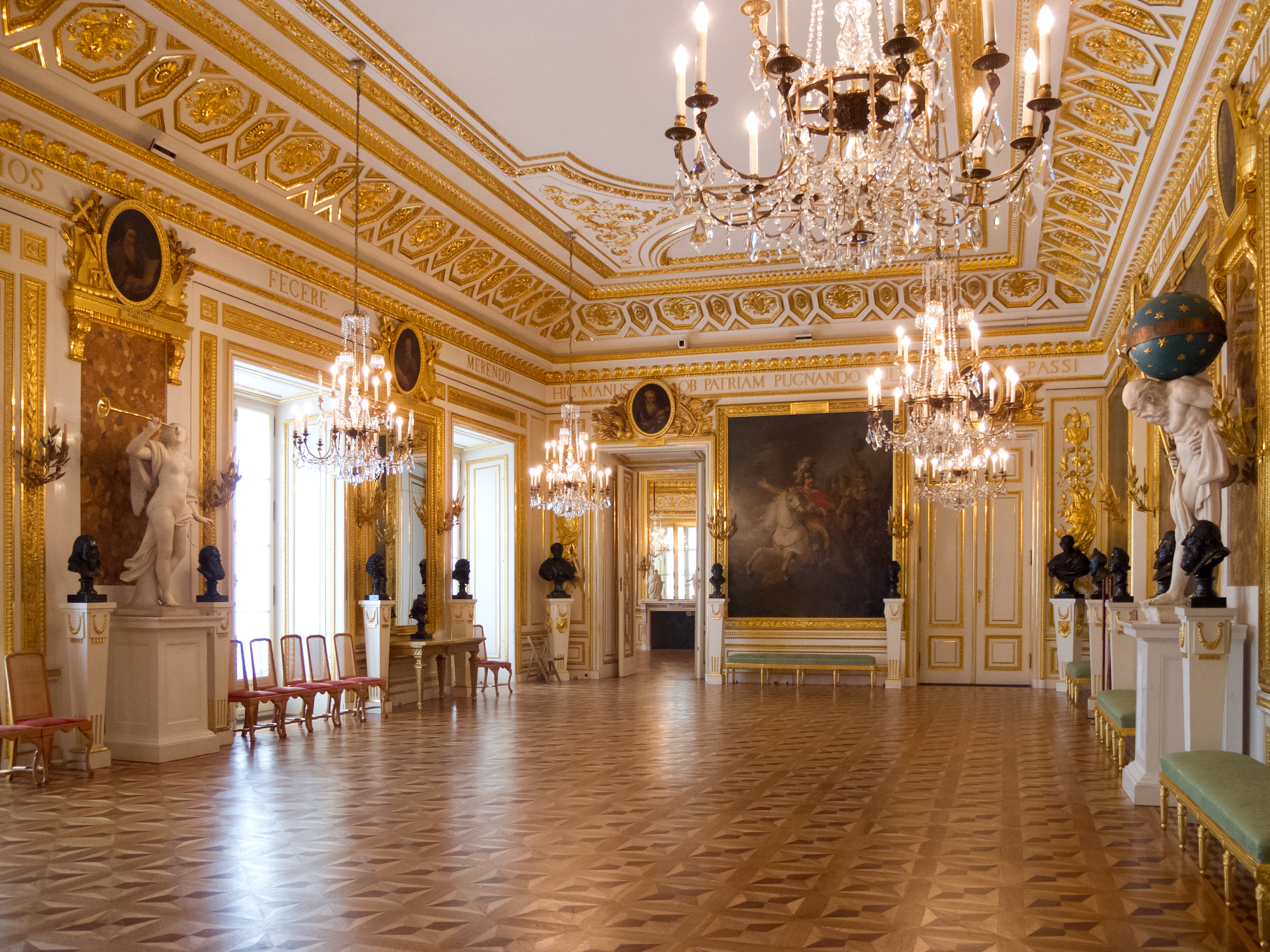
Sala Rycerska
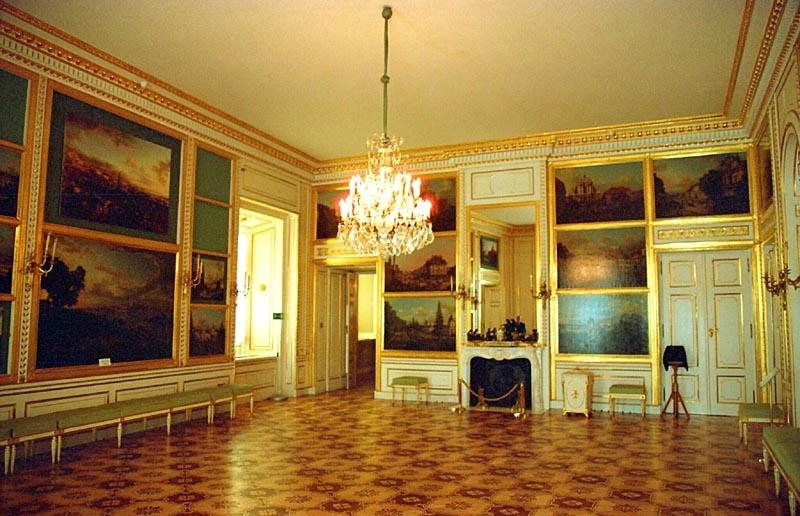
Sala Canaletta
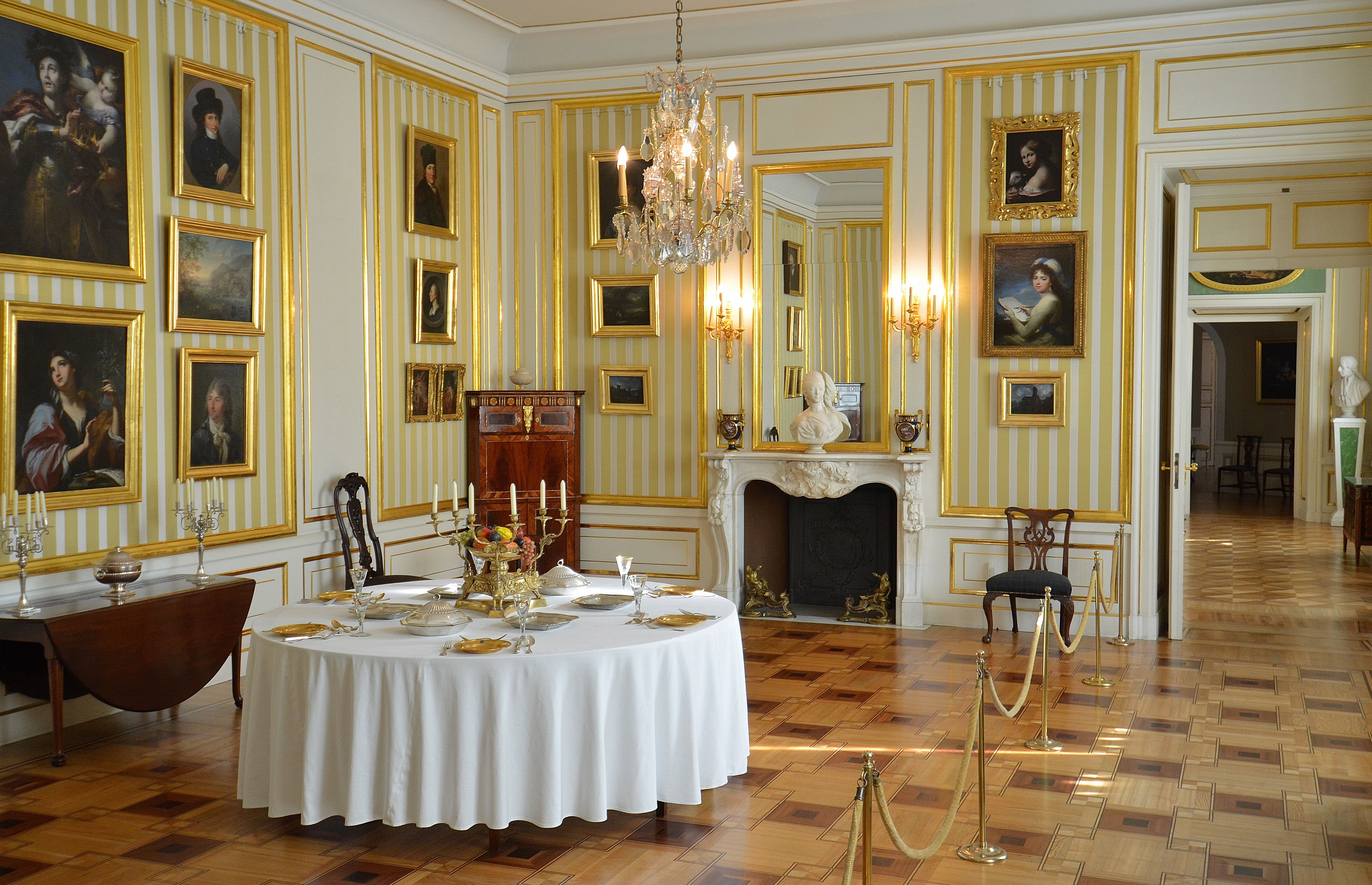
Pokój Żółty
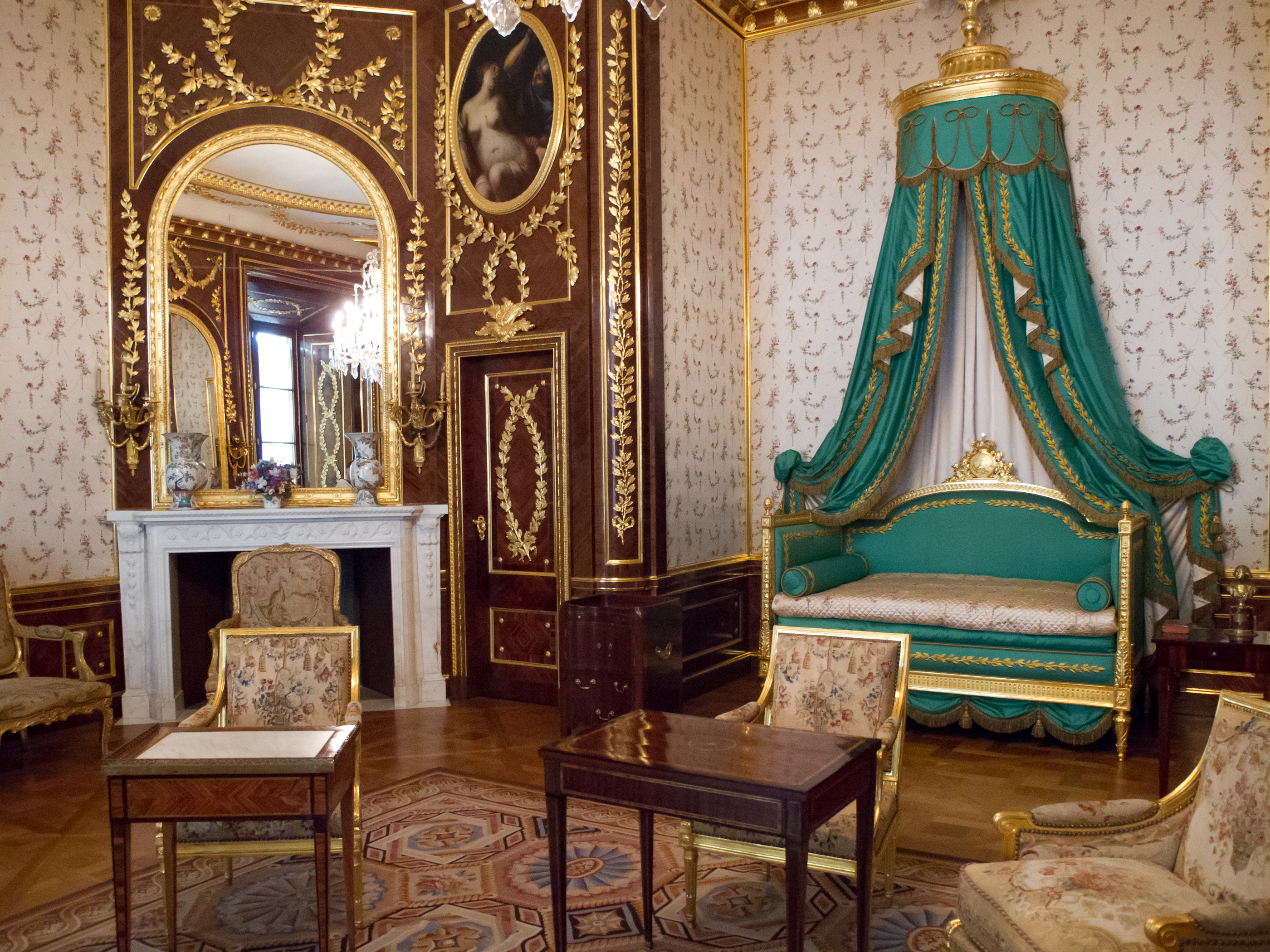
Sypialnia królewska
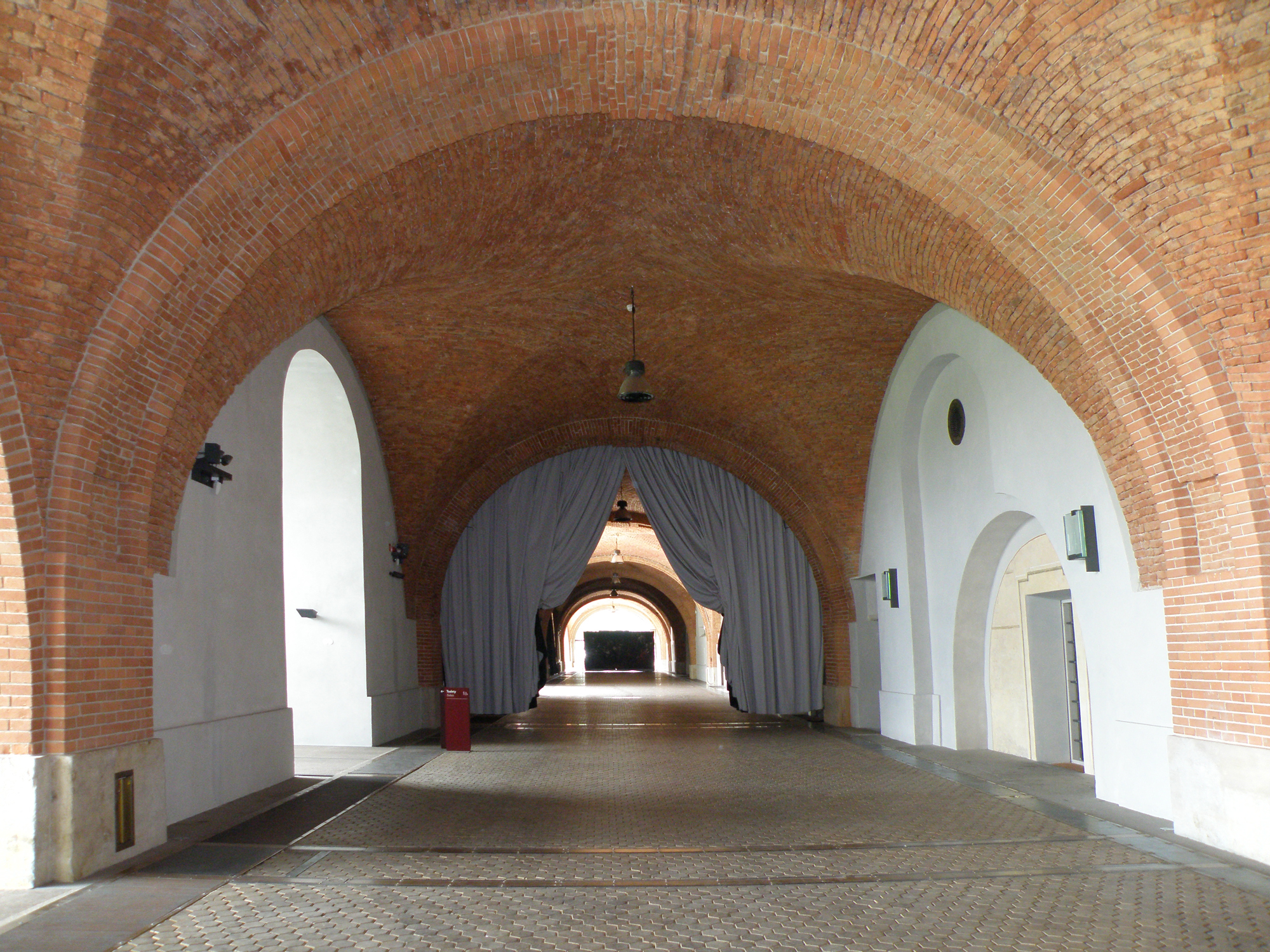
Arkady Kubickiego
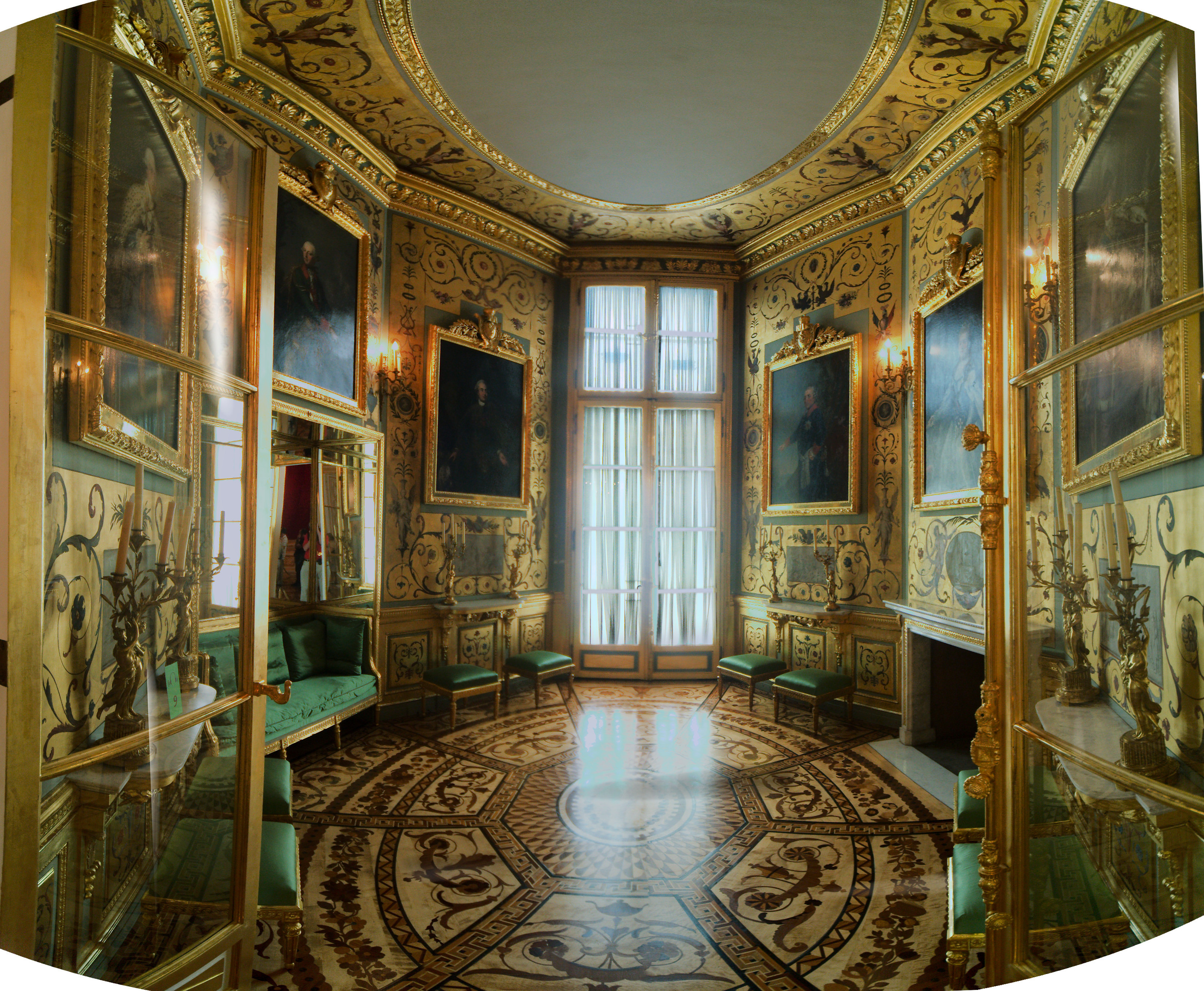
Pokój Konferencyjny lub Gabinet Monarchów Europejskich
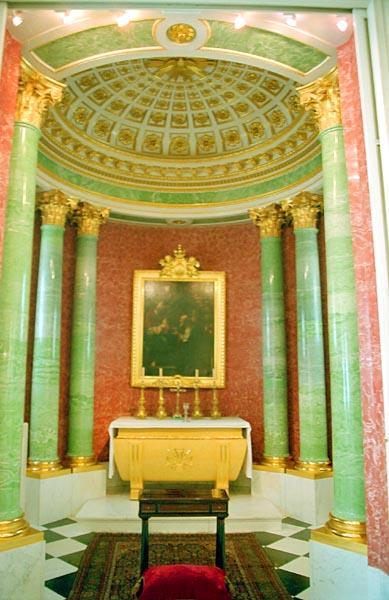
Kaplica Mała
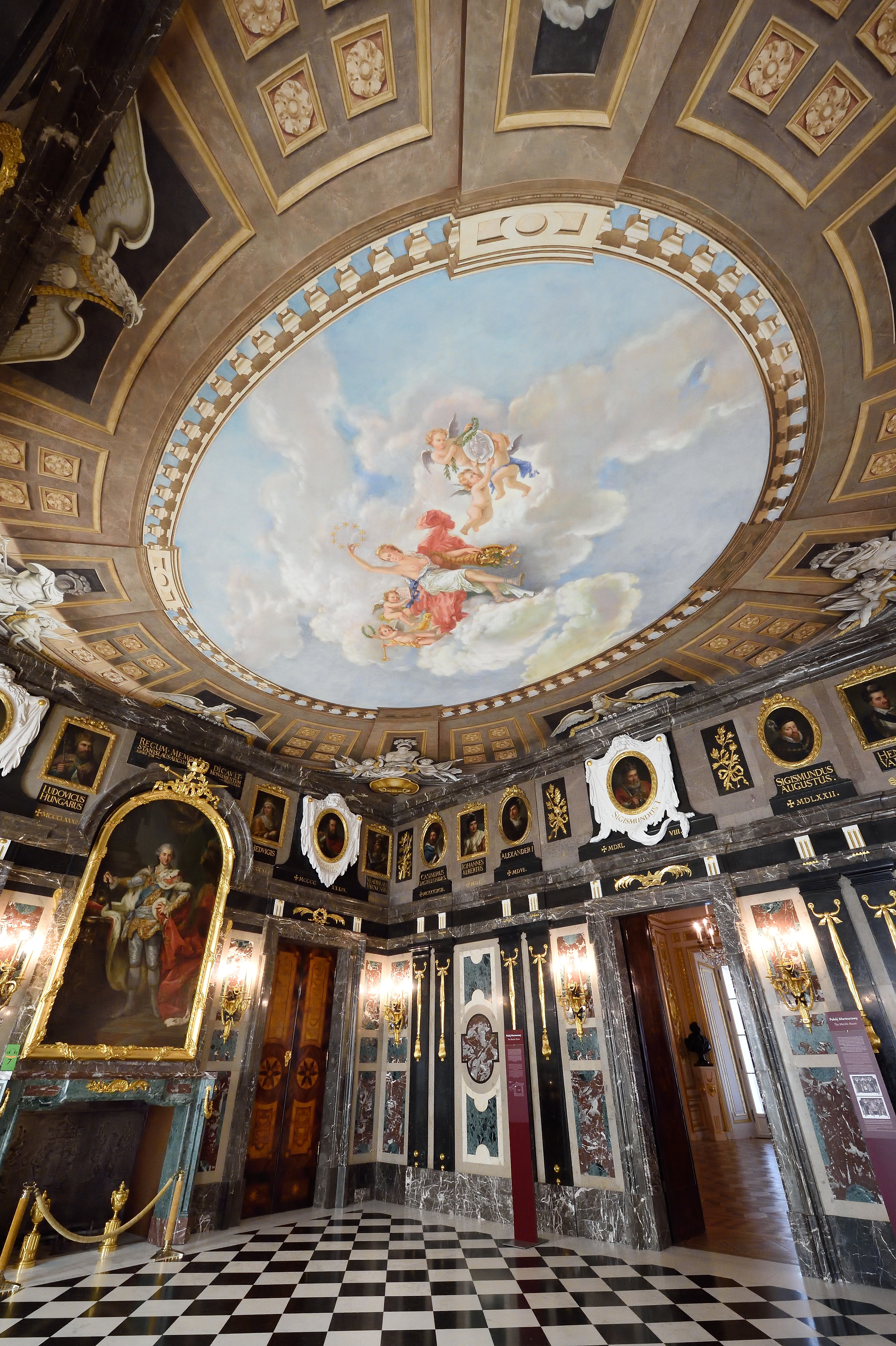
Pokój Marmurowy
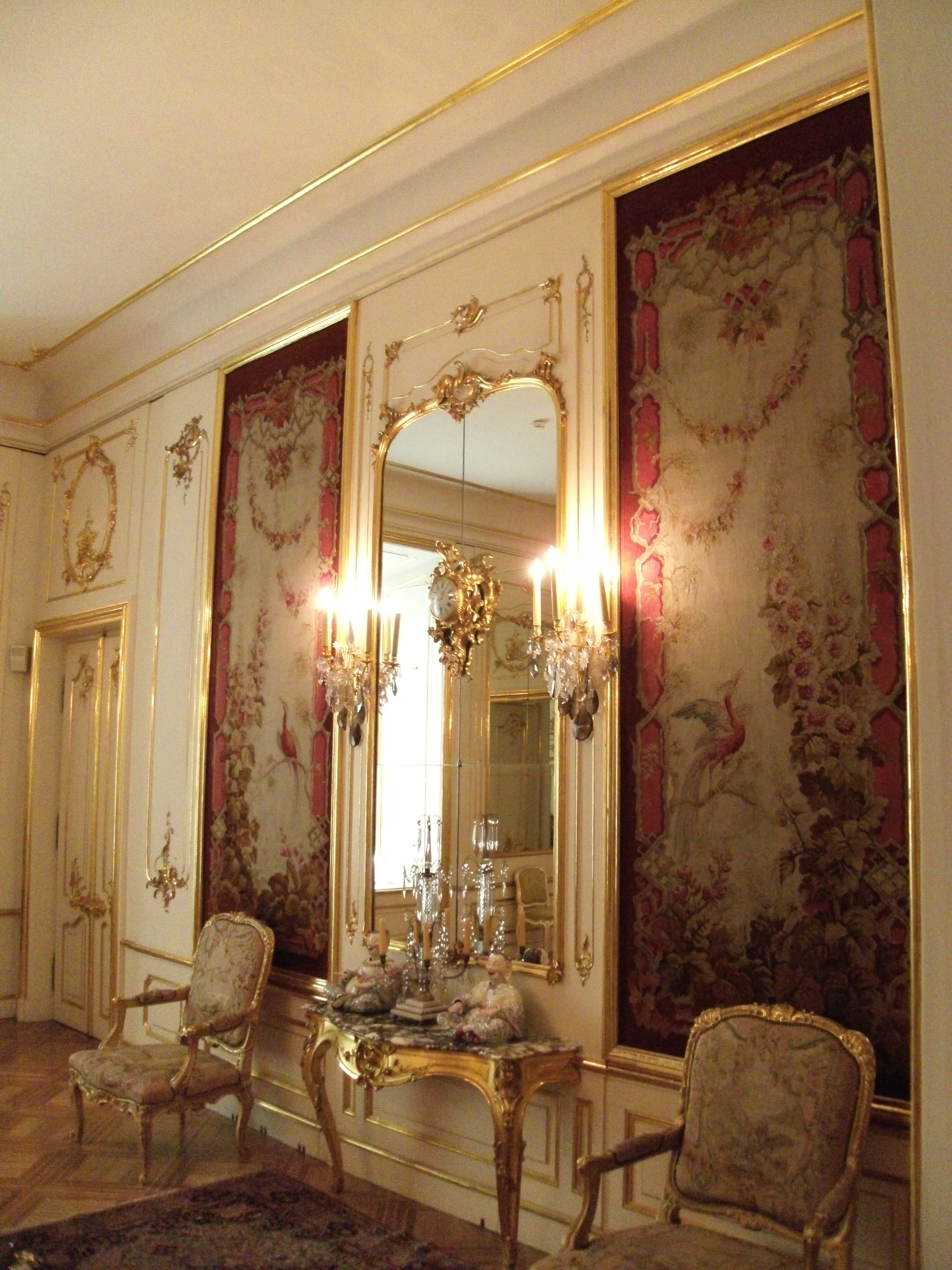
Antyszambra przed Pokojem Towarzyskim